# Beaumont-sur-Sarthe
Beaumont-le-Vicomte, ancien nom de la commune, redirige ici.
Beaumont-sur-Sarthe est une commune française située dans le département de la Sarthe en région Pays de la Loire, peuplée de 1 974 Belmontais.
La commune fait partie de la province historique du Maine.

## Géographie
Beaumont est une commune située au nord de la Sarthe, à mi-chemin entre la ville d'Alençon (23 km) au nord et la métropole du Mans (24 km) au sud. Fresnay-sur-Sarthe est à 11 km, Ballon à 12 km, Sillé-le-Guillaume à 20 km et Mamers à 24 km.
Comme son nom l'indique, Beaumont est traversée par la Sarthe.

### Localisation
Les communes limitrophes sont : Assé-le-Riboul, Juillé, Maresché, Saint-Christophe-du-Jambet et Vivoin
|                            | Juillé              | Vivoin   |
| Saint-Christophe-du-Jambet | Beaumont-sur-Sarthe | Maresché |
|                            | Assé-le-Riboul      |          |

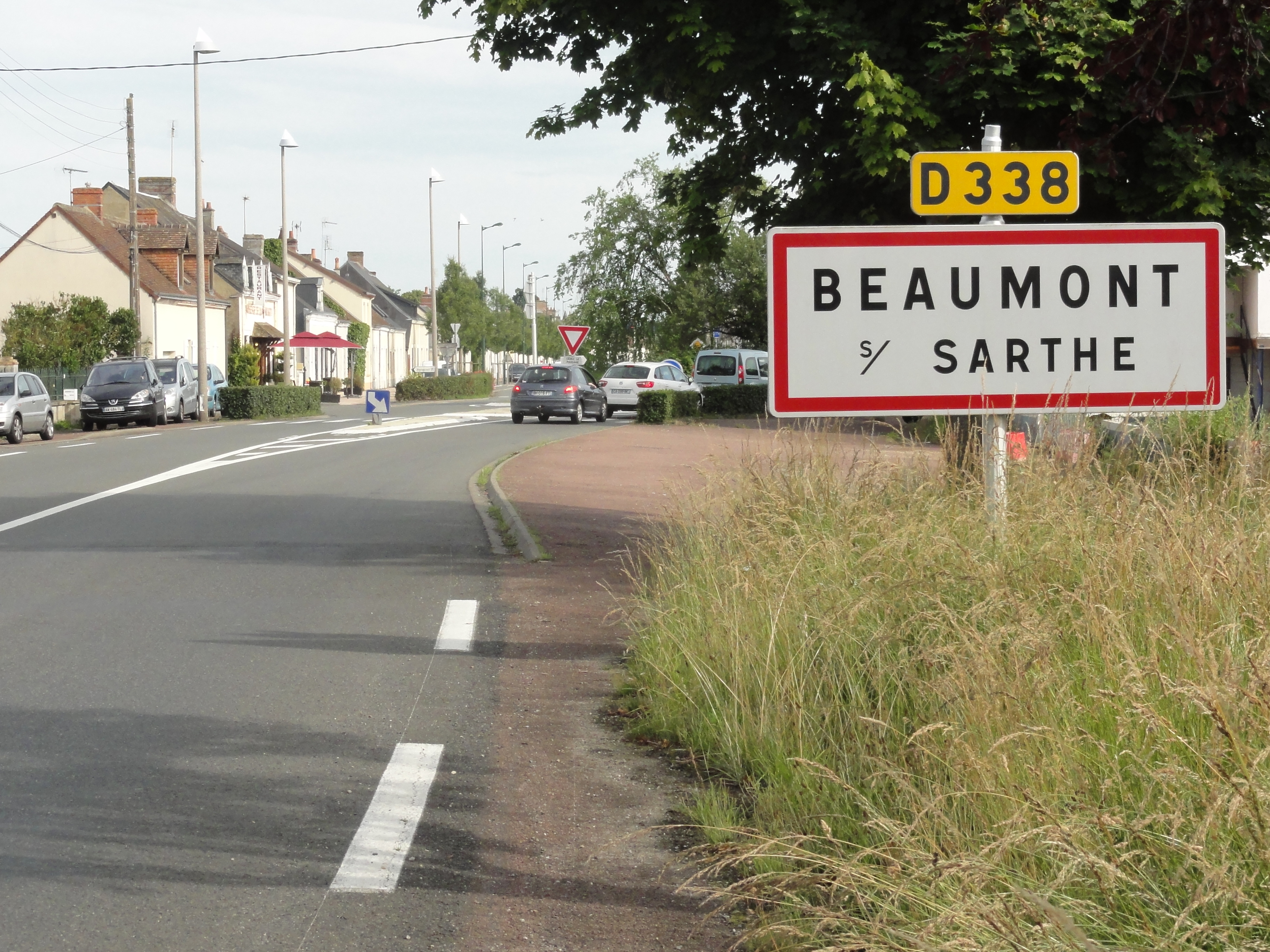
Entrée de l'agglomération.
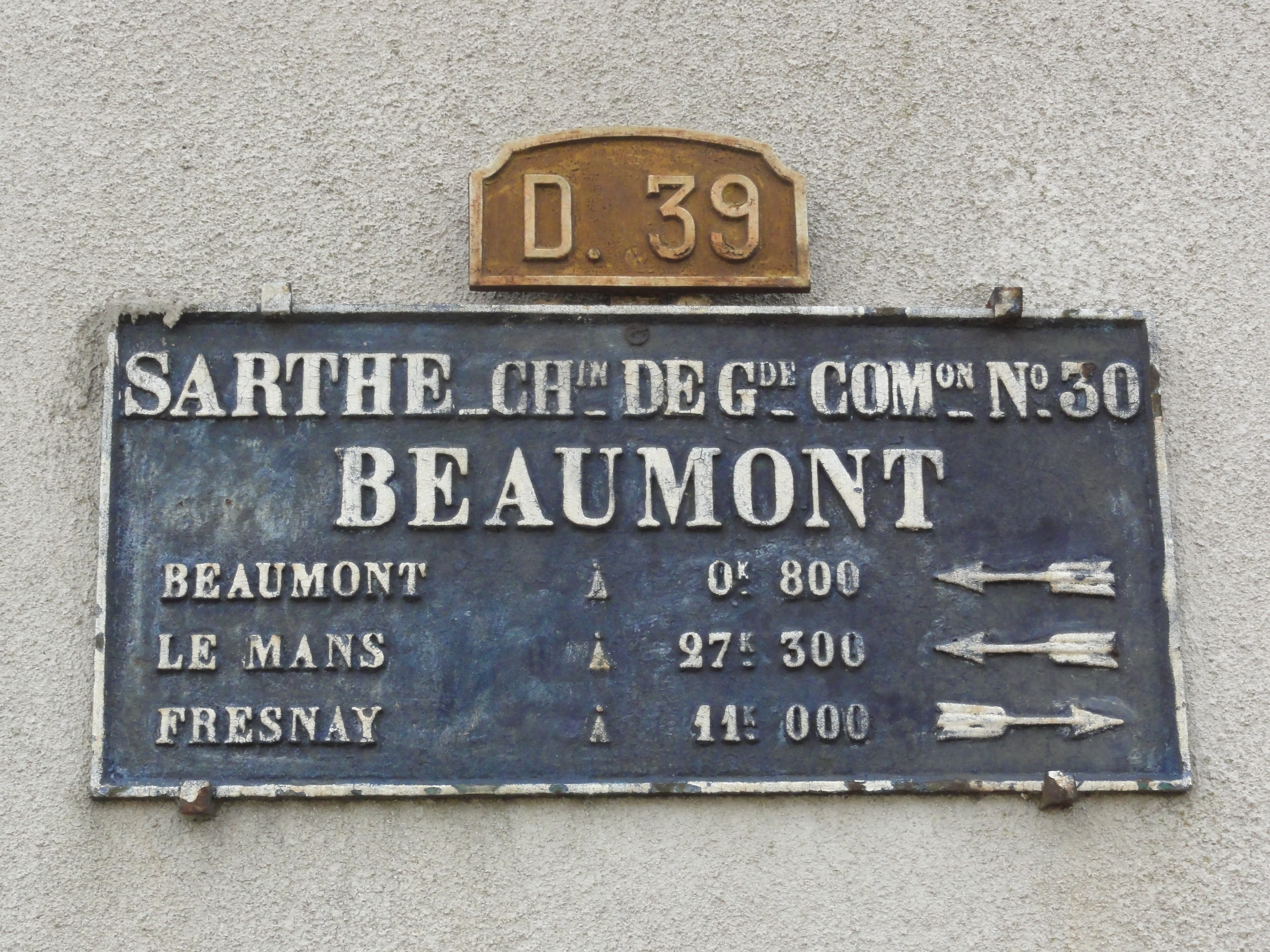
Plaque de cocher D39.
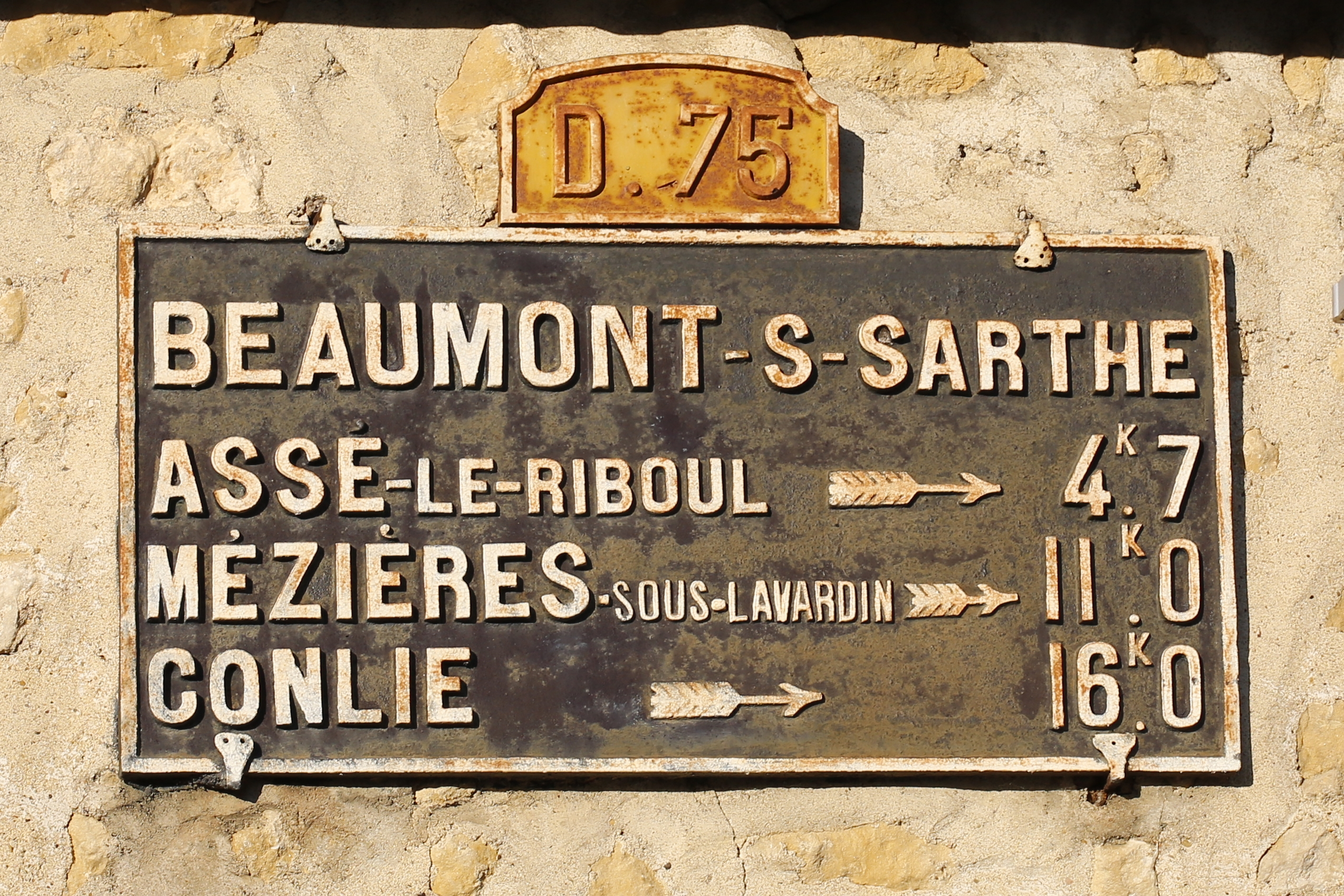
Plaque de cocher D75.
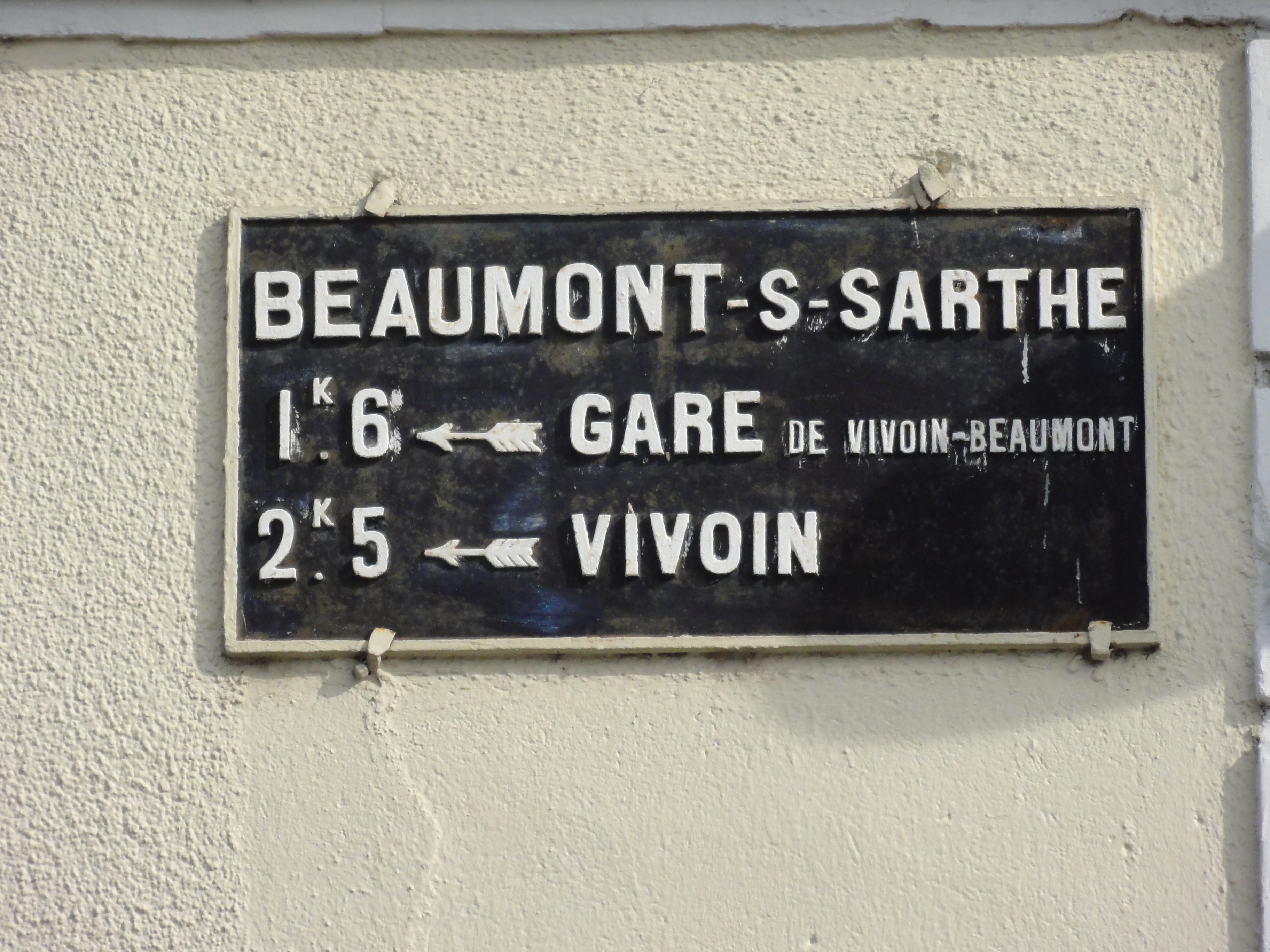
Plaque de cocher direction gare.

### Lieux-dits, hameaux et écarts
Les principaux lieux-dits de la commune sont : les Nouis, la Maufière et Saint-Laurent.

### Géologie et relief
La commune s’étend sur une superficie 6,64 km2 (soit 664 hectares), avec une altitude variant selon les endroits de 57 m à une hauteur maximale de 103 m. Le point le plus bas se situant à proximité de la Sarthe, juste avant de passer sur la commune de Maresché au lieu-dit la Croix Verte.
La commune est située dans une vaste plaine à une vingtaine de kilomètres du début des Alpes mancelles. De plus, par le fait que la commune soit traversée d'est en ouest par la Sarthe, Beaumont est en plein milieu d'une plaine alluviale.
Au niveau de la géologie dans l'histoire, Beaumont-sur-Sarthe se situe sur une zone datant du Jurassique, avec des sols où l'on remarque la présence de sable et de grès.

### Hydrographie

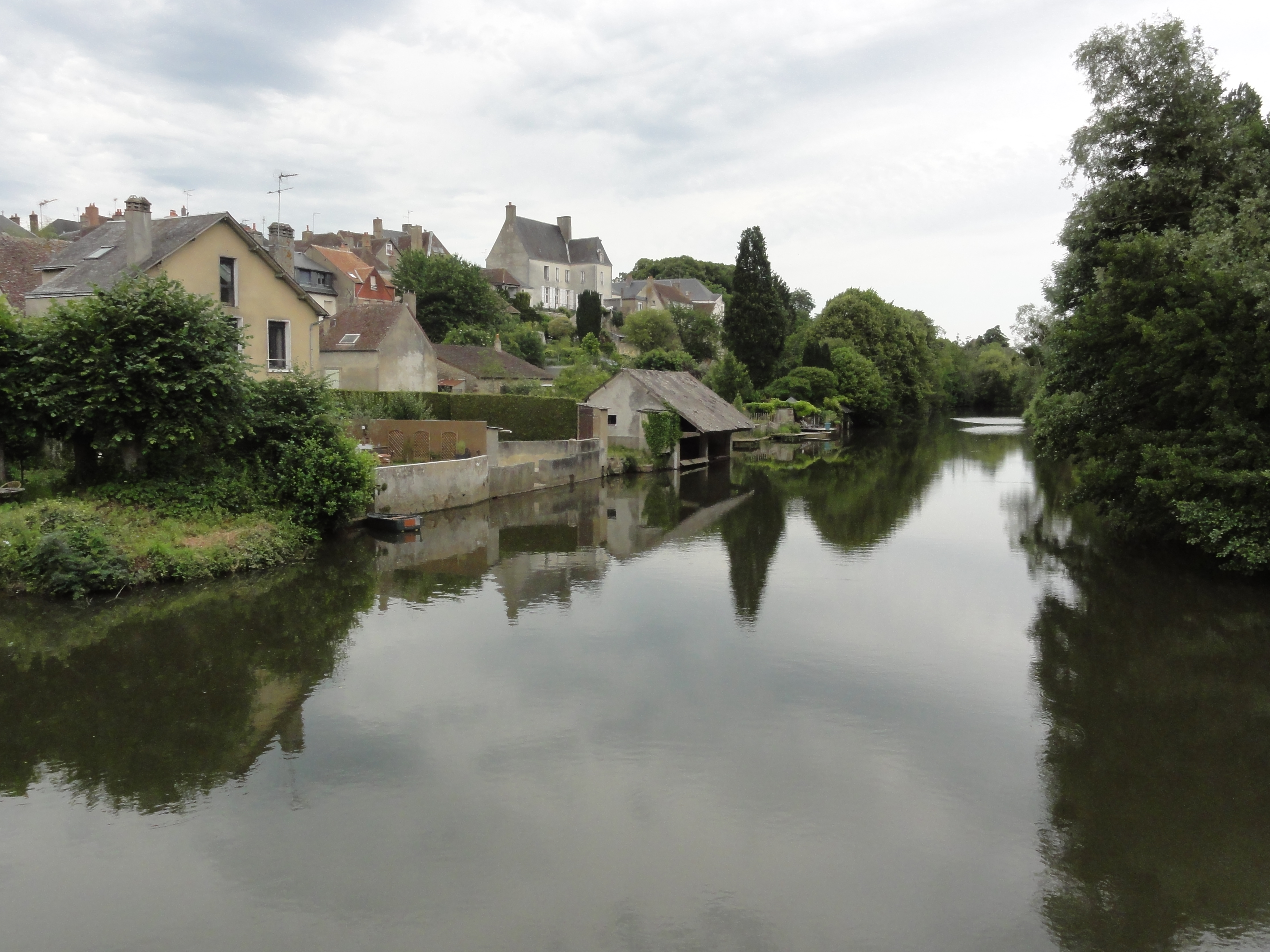
La Sarthe à Beaumont avec un lavoir.
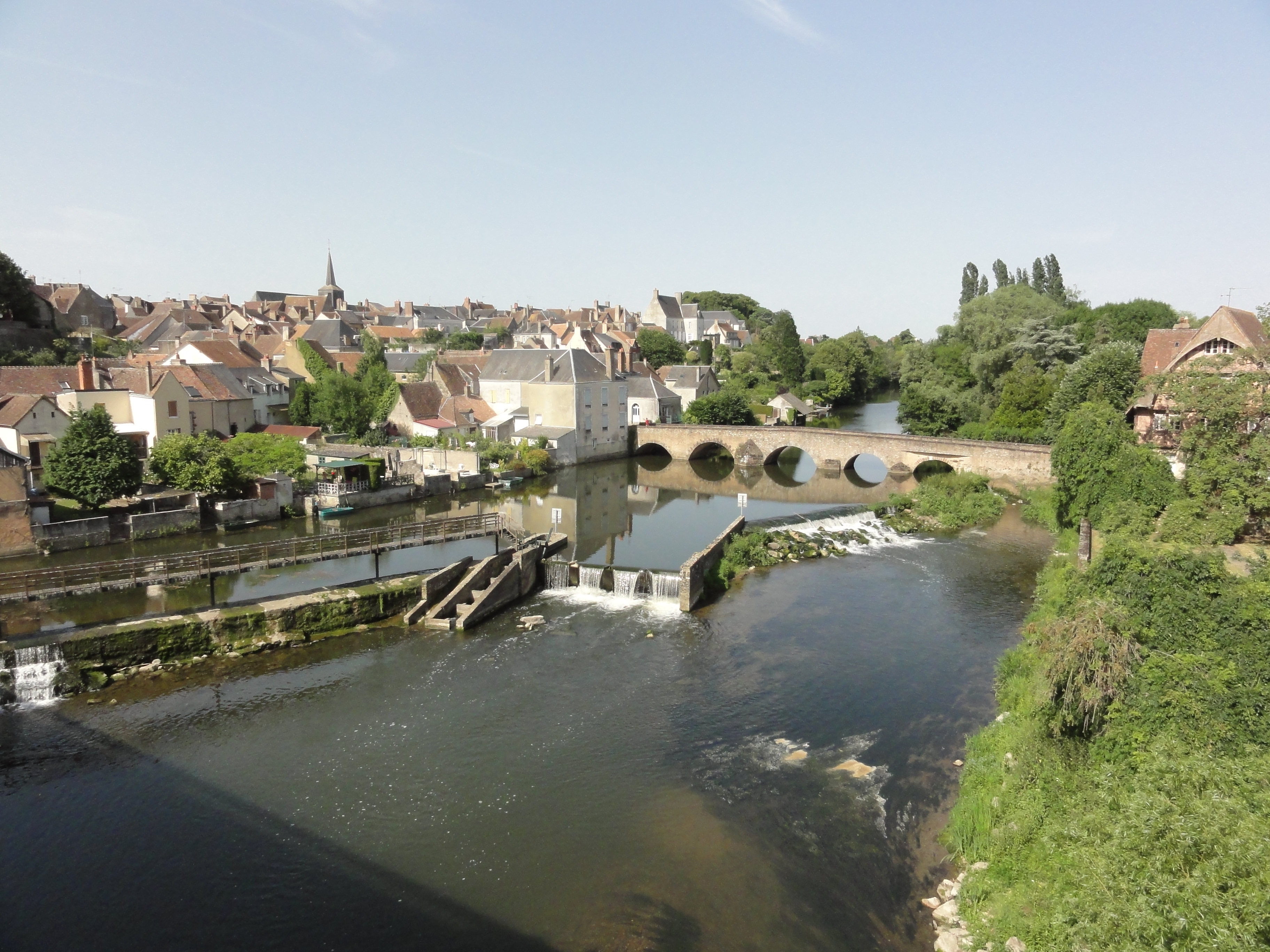
Vue de Beaumont-sur-Sarthe et son pont sur la Sarthe.

### Climat
Pour des articles plus généraux, voir Climat des Pays de la Loire et Climat de la Sarthe.
En 2010, le climat de la commune est de type climat océanique dégradé des plaines du Centre et du Nord, selon une étude du CNRS s'appuyant sur une série de données couvrant la période 1971-2000. En 2020, Météo-France publie une typologie des climats de la France métropolitaine dans laquelle la commune est dans une zone de transition entre le climat océanique et le climat océanique altéré et est dans la région climatique  Moyenne vallée de la Loire, caractérisée par une bonne insolation (1 850 h/an) et un été peu pluvieux. 
Pour la période 1971-2000, la température annuelle moyenne est de 11,2 °C, avec une amplitude thermique annuelle de 13,9 °C. Le cumul annuel moyen de précipitations est de 696 mm, avec 11,8 jours de précipitations en janvier et 7,2 jours en juillet. Pour la période 1991-2020, la température moyenne annuelle observée sur la station météorologique de Météo-France la plus proche, « Saint Germain_sapc », sur la commune de Fresnay-sur-Sarthe à 10 km à vol d'oiseau, est de 11,9 °C et le cumul annuel moyen de précipitations est de 695,6 mm,. Pour l'avenir, les paramètres climatiques de la commune estimés pour 2050 selon différents scénarios d'émission de gaz à effet de serre sont consultables sur un site dédié publié par Météo-France en novembre 2022.

### Voies de communication et transports

#### Voies de communication
La ville de Beaumont-sur-Sarthe est traversée par la RD 338 (ex-RN 138) reliant Alençon au Mans. Elle est également traversée par d'autres routes départementales comme la RD 5 en direction de Sillé-le-Guillaume, la RD 39 en direction de Fresnay-sur-Sarthe et la RD 26/27 en direction de Marolles-les-Braults.
L'autoroute A28 est située à proximité (5 km) de la ville avec la sortie no 21 à Maresché.

#### Transports
La gare de Vivoin - Beaumont, mise en service en 1856, permet des liaisons ferroviaires journalières vers Le Mans, Alençon ou Caen, ligne no 24.
La ville de Beaumont-sur-Sarthe est desservie par les TIS (Transports interurbains de la Sarthe), gérés par le conseil général de la Sarthe, la ligne 210 (Fresnay-sur-Sarthe - Le Mans)
L'aéroport le plus près est l'aéroport Le Mans-Arnage, qui depuis quelques années ne propose plus de vols réguliers hors période d'été. Pour des vols réguliers, l'aéroport le plus proche est l'aéroport de Caen - Carpiquet qui propose des vols à destination nationale ou l'aéroport de Rennes Bretagne en vols à destination internationale.

## Urbanisme

### Typologie
Au 1er janvier 2024, Beaumont-sur-Sarthe est catégorisée bourg rural, selon la nouvelle grille communale de densité à sept niveaux définie par l'Insee en 2022.
Elle est située hors unité urbaine. Par ailleurs la commune fait partie de l'aire d'attraction du Mans, dont elle est une commune de la couronne,. Cette aire, qui regroupe 144 communes, est catégorisée dans les aires de 200 000 à moins de 700 000 habitants,.

### Occupation des sols
L'occupation des sols de la commune, telle qu'elle ressort de la base de données européenne d’occupation biophysique des sols Corine Land Cover (CLC), est marquée par l'importance des territoires agricoles (82,7 % en 2018), en diminution par rapport à 1990 (86,3 %). La répartition détaillée en 2018 est la suivante : 
zones agricoles hétérogènes (58,7 %), zones urbanisées (17,3 %), prairies (16 %), terres arables (7,9 %). L'évolution de l’occupation des sols de la commune et de ses infrastructures peut être observée sur les différentes représentations cartographiques du territoire : la carte de Cassini (XVIIIe siècle), la carte d'état-major (1820-1866) et les cartes ou photos aériennes de l'IGN pour la période actuelle (1950 à aujourd'hui).

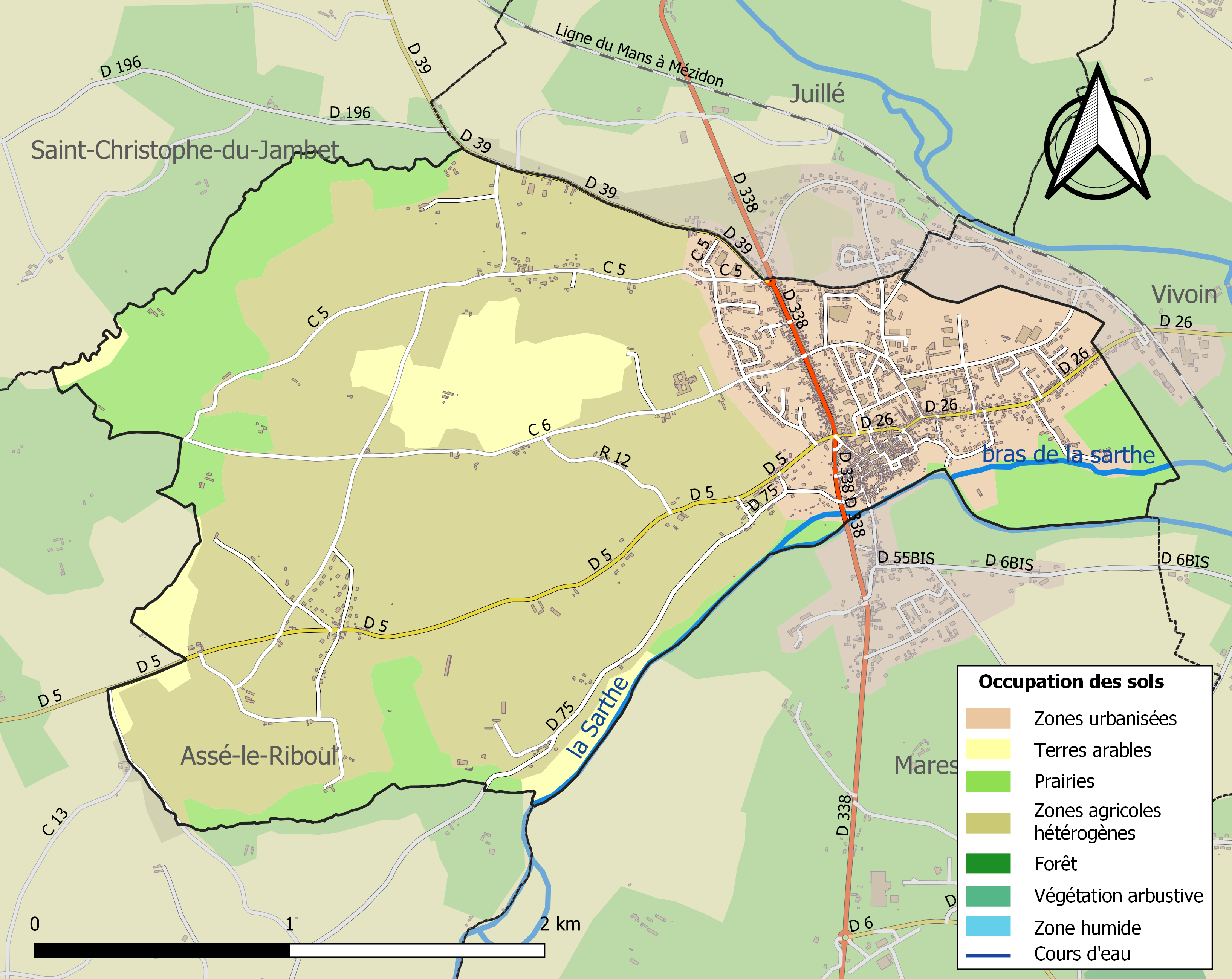
Carte des infrastructures et de l'occupation des sols de la commune en 2018 (CLC).

## Toponymie
Le nom de la localité est attesté sous la forme Bellomontum vers 1060.
Beaumont-sur-Sarthe, ou le Vicomte, doit son nom et son surnom à sa situation pittoresque sur le bord de la rivière (la Sarthe) et à son ancienne possession par les vicomtes du Mans.
Durant la Révolution, la commune, alors nommée Beaumont ou Beaumont-le-Vicomte dont, déjà au XVIe siècle, le nom est l'objet d'une contrepèterie de François Rabelais,, prend le nom de Beaumont-sur-Sarthe qu'elle a conservé jusqu'à aujourd'hui.

## Histoire

### Moyen Âge
Cette petite ville était au Moyen Âge, une place de guerre fort importante ; située entre le Maine et la Normandie, elle eut naturellement à souffrir beaucoup des luttes sanglantes, incessamment engagées entre les comtes et les ducs de ces deux provinces.
Du Xe au XIe siècle, les premiers seigneurs de Beaumont portent souvent le nom de Raoul, vicomtes du Mans. Ils luttent notamment contre Guillaume le Bâtard qui, pendant l'espace de quatorze ans, de 1070 à 1084, prit la ville jusqu'à cinq fois. Enfin, le vicomte Hubert, fils de Raoul V, fut assez heureux pour forcer le redoutable conquérant de l'Angleterre à entrer en accommodement.
En 1135, Geoffroy d'Anjou Plantagenêt poursuivit le vicomte Rosselin, fils d'Hubert, jusque dans les murs de Beaumont, prit et brûla entièrement cette malheureuse ville, que Philippe Auguste devait encore assiéger et prendre en 1189.
Le comte Arthur de Richemont, marchant au secours des Armagnacs, l'emporta d'assaut en 1412 : les Anglais la prirent en 1417 ; Ambroise de Loré la leur enleva la même année, mais ils s'en rendirent maîtres de nouveau quelques années plus tard.
Enfin, en 1562, après avoir évacué Le Mans, les calvinistes y entrèrent et s'y livrèrent à toutes sortes d'excès, rompant le pont à coups de canon, brûlant les églises et les maisons des catholiques, dont ils emportèrent les biens. La ville se soumit à Henri IV, en 1589, après la prise du Mans (le roi Henri était aussi duc de Beaumont-au-Maine et seigneur de Ste-Suzanne : voir ci-dessous).
Dès le XIe siècle, Beaumont était le siège d'un doyenné et comptait trois églises dans l'enceinte de ses murailles crénelées : Notre-Dame, Saint-André et Saint-Aubin des Vignes, dont Hildebert, évêque du Mans, confirma la possession à la célèbre abbaye de Marmoutier.
La vicomté de Beaumont entra dans la Maison de Brienne avant le mois de février 1253, par le mariage d'Agnès, vicomtesse de Beaumont, dame de La Flèche, de Fresnay, de Sainte-Suzanne et du Lude, fille héritière de Richard II de Beaumont, dernier descendant des premiers vicomtes, avec Louis d'Acre, troisième fils de Jean de Brienne, roi de Jérusalem, empereur de Constantinople, et de Bérangère de Castille-León, sa seconde femme.
Elle fut successivement possédée par Jean Ier de Brienne († 1303/1306) époux de Jeanne de la Guerche ; leur fils Robert († 1327) époux de Marie, fille de Maurice V de Craon ; leur fils Jean II († 1355) ; puis son propre fils Louis II († 1364 sans postérité). Marie, sœur du vicomte Louis, fille du vicomte Jean II et d'Isabeau fille de Jean III d'Harcourt, épouse de Guillaume Chamaillart, seigneur d'Anthenaise, en eut une fille également nommée Marie, laquelle épousa, en 1371, Pierre II, comte d'Alençon, auquel elle apporta en mariage la vicomté de Beaumont dont elle avait hérité de son oncle, Louis II de Brienne, tué à la bataille de Cocherel, le 23 mai 1364.
Dans la suite, Françoise, sœur et héritière de Charles, duc d'Alençon (deux arrière-arrière-petits-enfants de Pierre II d'Alençon), et veuve de Charles de Bourbon, duc de Vendôme, obtint, en 1543, que la vicomté de Beaumont, les terres et baronnies de Saosnois, de La Flèche et de Château-Gontier, fussent érigées en duché-pairie sous le nom de Beaumont, pour elle et ses successeurs mâles et femelles.
Enfin, son fils Antoine de Bourbon, roi de Navarre, transmit ce duché à son fils Henri IV, qui, parvenu au trône, voulut se le réserver ; mais le Parlement refusa d'enregistrer les lettres patentes par lesquelles il le déclarait. Force lui fut donc d'abandonner cette prétention, puisque "tout domaine particulier d'un prince qui parvient à la royauté est de plein droit réuni à la Couronne".

### XVIIIesiècle
Le 25 mai 1701, le maréchal René de Froulé, comte de Tessé, reçut, en échange des terres qu'il possédait dans les parcs de Versailles et de Marly, les deux villes et domaines de Beaumont et de Fresnay-sur-Sarthe, que sa famille conserva jusqu'à la Révolution.

### XIXesiècle(1856)

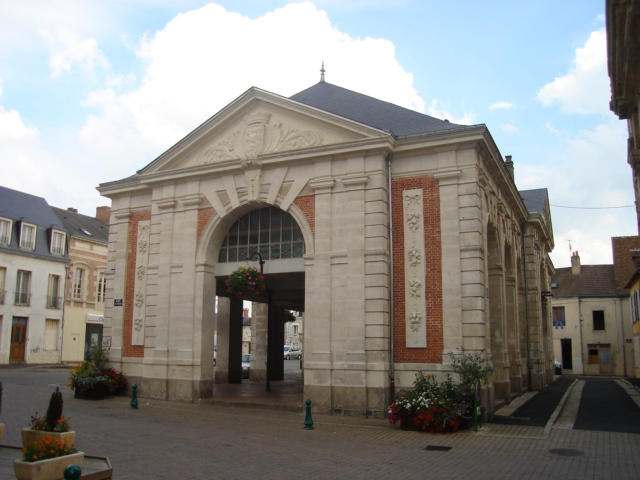
Les halles.

La ville, ancienne titulaire de ce noble duché, n'est plus qu'un simple chef-lieu de canton. Sa justice seigneuriale et son bailliage ducal sont remplacés par une simple justice de paix, et tout son appareil militaire a fait place à une brigade de gendarmerie.

## Politique et administration
Beaumont-sur-Sarthe se situe dans la première circonscription de la Sarthe. Jusqu'en 2014, la commune est chef-lieu du canton de Beaumont-sur-Sarthe. Depuis le redécoupage cantonal, elle fait partie du canton de Sillé-le-Guillaume.

### Tendances politiques en 2020 et résultats
Le 15 mars 2020, lors des élections municipales, les citoyens de Beaumont-sur-Sarthe étaient appelés à se rendre aux urnes, afin de désigner leur conseil municipal et leurs conseils communautaires de la communauté de communes Haute Sarthe Alpes Mancelles représentant la commune.
Trois listes s'opposaient, toutes sans étiquettes : une première liste menée par le maire sortant François Robin qui briguait un 4ème mandat, une deuxième liste menée par Lea Duval, conseillère d'opposition, et une troisième liste menée par Christian Byk.
Malgré un contexte difficile lié à la crise du coronavirus, les Belmontais sont nombreux à se présenter aux urnes, avec un taux de participation de 63.48% (à comparer aux 51.54% au niveau départemental). Le résultat est sans appel dès le premier tour, et consacre la liste de Lea Duval avec 61.32% des voix. La liste de François Robin est seconde avec 26.26% des voix, et celle de Christian Byk troisième avec 12.4% des suffrages. Ce résultat permet à la liste de Lea Duval d'obtenir 16 sièges au conseil municipal, tandis que la liste de François Robin en obtient deux, le dernier siège étant enfin pour la liste de Christian Byk. La liste de Lea Duval obtient de surcroit les 5 sièges au conseil communautaire.
Le nouveau conseil municipal ne peut néanmoins se réunir qu'à partir du 28 mai 2020, date à laquelle le conseil vote pour élire son maire ; les votes désignent Lea Duval.
Le 15 juillet 2020, le conseil communautaire de la communauté de communes Haute Sarthe Alpes Mancelles se réunit à son tour et Lea Duval y est élue deuxième vice-présidente.
| Tête de liste            | Liste          | Premier tour | Premier tour | Sièges | Sièges |
| Tête de liste            | Liste          | Voix         | %            | CM     | CC     |
| ------------------------ | -------------- | ------------ | ------------ | ------ | ------ |
| François Robin *         | SE             | 218          | 26,26        | 2      | 0      |
| Lea Duval                | SE             | 509          | 61,33        | 15     | 5      |
| Christian Byk            | SE             | 103          | 12,41        | 1      | 00     |
|                          |                |              |              |        |        |
| Inscrits                 | Inscrits       | 1 339        | 100,00       |        |        |
| Abstentions              | Abstentions    | 489          | 36,52        |        |        |
| Votants                  | Votants        | 850          | 63,48        |        |        |
| Blancs et nuls           | Blancs et nuls | 20           | 2,35         |        |        |
| Exprimés                 | Exprimés       | 830          | 97,65        |        |        |
| * Liste du maire sortant |                |              |              |        |        |

### Tendances politiques en 2014 et résultats
Le 23 mars 2014, lors des élections municipales, les citoyens de Beaumont-sur-Sarthe étaient appelés à se rendre aux urnes pour désigner leur conseil municipal pour les six années à venir ainsi que les conseillers communautaires de la communauté de communes du Pays belmontais représentant la commune.
Ce scrutin opposait deux listes : une du Modem menée par Catherine Moget-Cosson et une représentant une politique se réclamant de droite menée par le maire sortant François Robin.
À l'issue de ce vote, assez serré, la liste du maire sortant François Robin l'emporte avec 53.91 % des suffrages exprimés, ce qui permet l’accession de quinze co-listiers au conseil municipal dont six au conseil communautaire contre la liste adverse qui obtient 46.08 %. Ce résultat réalisé par la liste de Catherine Moget-Cosson permet de créer une opposition composée de quatre membres dont deux siègeront également au conseil communautaire.
|                          | François Robin *       | DVD            | 509   | 53,91  | 15 | 6 |  |  |
|                          | Catherine Moget-Cosson | MoDem          | 435   | 46,08  | 4  | 2 |  |  |
|                          |                        |                |       |        |    |   |  |  |
| Inscrits                 | Inscrits               | Inscrits       | 1 305 | 100,00 |    |   |  |  |
| Abstentions              | Abstentions            | Abstentions    | 318   | 24,37  |    |   |  |  |
| Votants                  | Votants                | Votants        | 987   | 75,63  |    |   |  |  |
| Blancs et nuls           | Blancs et nuls         | Blancs et nuls | 43    | 4,36   |    |   |  |  |
| Exprimés                 | Exprimés               | Exprimés       | 944   | 95,64  |    |   |  |  |
| * Liste du maire sortant |                        |                |       |        |    |   |  |  |

### Liste des maires
| Période                                  | Période              | Identité            | Étiquette      | Qualité |
| ---------------------------------------- | -------------------- | ------------------- | -------------- | --- |
| ?                                        | mai 1925             | Alexandre Charles   | Rad.soc.       | Viticulteur, négociant en vins                                                                                            |
| mai 1925                                 | mai 1929             | Alphonse Garreau    | Républicain    | |
| mai 1929                                 | mai 1935             | Alexandre Charles   | Rad.soc.       | Viticulteur, négociant en vins Conseiller d'arrondissement (1925 → 1931) Président du conseil d'arrondissement            |
| mai 1935                                 | après 1939           | Yves Le Cuziat      |                | Médecin |
| Les données manquantes sont à compléter. |                      |                     |                | |
| ?                                        | janvier 1952 (décès) | Camille Bailleul    |                | |
| ?                                        | mars 1959            | Henri Fyé           |                | |
| mars 1959                                | mars 1989            | Gaston Trocherie,   | RI puis UDF-PR | Pharmacien Conseiller général de Beaumont-sur-Sarthe (1967 → 1979) Conseiller régional des Pays de la Loire (1973 → 1986) |
| mars 1989                                | mars 2001            | Jean-Marie Foussard | SE             | Ancien exploitant agricole, maire honoraire                                                                               |
| mars 2001                                | mai 2020             | François Robin      | DVD            | Administrateur de biens Vice-président de la CC Haute Sarthe Alpes Mancelles (2017 → 2020)                                |
| mai 2020                                 | En cours             | Léa Duval           | DVG            | Cheffe de produit 2e vice-présidente de la CC Haute Sarthe Alpes Mancelles (2020 → )                                      |
| Les données manquantes sont à compléter. |                      |                     |                | |

Le conseil municipal est composé de dix-neuf membres dont le maire et cinq adjoints.

### Jumelages
Depuis 1988, Beaumont est jumelée avec une ville anglaise, Burgh le Marsh, dans le Lincolnshire.

## Population et société

### Démographie

#### Évolution démographique
L'évolution du nombre d'habitants est connue à travers les recensements de la population effectués dans la commune depuis 1793. Pour les communes de moins de 10 000 habitants, une enquête de recensement portant sur toute la population est réalisée tous les cinq ans, les populations de référence des années intermédiaires étant quant à elles estimées par interpolation ou extrapolation. Pour la commune, le premier recensement exhaustif entrant dans le cadre du nouveau dispositif a été réalisé en 2004.
En 2022, la commune comptait 1 974 habitants, en évolution de +0,87 % par rapport à 2016 (Sarthe : −0,25 %, France hors Mayotte : +2,11 %).
| 1793  | 1800  | 1806  | 1821  | 1831  | 1836  | 1841  | 1846  | 1851  |
| ----- | ----- | ----- | ----- | ----- | ----- | ----- | ----- | ----- |
| 2 295 | 2 402 | 2 415 | 2 235 | 2 381 | 2 378 | 2 320 | 2 321 | 2 214 |

| 1856  | 1861  | 1866  | 1872  | 1876  | 1881  | 1886  | 1891  | 1896  |
| ----- | ----- | ----- | ----- | ----- | ----- | ----- | ----- | ----- |
| 2 239 | 2 184 | 2 234 | 2 090 | 2 028 | 2 015 | 1 908 | 1 969 | 1 908 |

| 1901  | 1906  | 1911  | 1921  | 1926  | 1931  | 1936  | 1946  | 1954  |
| ----- | ----- | ----- | ----- | ----- | ----- | ----- | ----- | ----- |
| 2 063 | 2 094 | 2 040 | 1 756 | 1 725 | 1 624 | 1 751 | 1 848 | 1 808 |

| 1962  | 1968  | 1975  | 1982  | 1990  | 1999  | 2004  | 2006  | 2009  |
| ----- | ----- | ----- | ----- | ----- | ----- | ----- | ----- | ----- |
| 1 870 | 1 902 | 2 134 | 1 938 | 1 874 | 1 973 | 2 060 | 2 161 | 2 094 |

| 2014  | 2019  | 2022  | - | - | - | - | - | - |
| ----- | ----- | ----- | - | - | - | - | - | - |
| 1 945 | 1 967 | 1 974 | - | - | - | - | - | - |

#### Pyramide des âges
La population de la commune est relativement âgée.
En 2018, le taux de personnes d'un âge inférieur à 30 ans s'élève à 27,4 %, soit en dessous de la moyenne départementale (34,6 %). À l'inverse, le taux de personnes d'âge supérieur à 60 ans est de 42,5 % la même année, alors qu'il est de 28,2 % au niveau départemental.
En 2018, la commune comptait 941 hommes pour 1 023 femmes, soit un taux de 52,09 % de femmes, légèrement supérieur au taux départemental (51,34 %).
Les pyramides des âges de la commune et du département s'établissent comme suit.
| Hommes | Classe d’âge | Femmes |
| ------ | ------------ | ------ |
| 2,6    | 90 ou +      | 5,1    |
| 16,1   | 75-89 ans    | 22,3   |
| 17,9   | 60-74 ans    | 20,4   |
| 20,0   | 45-59 ans    | 15,1   |
| 12,6   | 30-44 ans    | 12,7   |
| 18,2   | 15-29 ans    | 13,1   |
| 12,5   | 0-14 ans     | 11,2   |

| Hommes | Classe d’âge | Femmes |
| ------ | ------------ | ------ |
| 1      | 90 ou +      | 2,3    |
| 7,9    | 75-89 ans    | 10,6   |
| 17,8   | 60-74 ans    | 18,6   |
| 20,2   | 45-59 ans    | 19,3   |
| 17,1   | 30-44 ans    | 16,8   |
| 17,3   | 15-29 ans    | 15,6   |
| 18,7   | 0-14 ans     | 16,8   |

### Enseignement
Beaumont fait partie de l'académie de Nantes.
La commune administre deux écoles maternelles et élémentaires, une publique et une privée : Sainte-Thérèse-Saint-Joseph, et deux collèges, le public : Le Joncheray et le privé : Sainte-Thérèse-Saint-Joseph.

#### CollègeLe Joncheray
Le collège du Joncheray accueille 289 élèves (2009), venant de treize communes environnantes, réparties en treize classes (trois classes de 6e, trois classes de 5e, trois classes de 4e, deux classes de 3e et une classe ULIS pour les enfants présentant des difficultés d'apprentissage).
Le collège est situé à l'extérieur du centre-ville, dans un cadre verdoyant, disposant de vastes espaces verts.

#### École/collège Sainte-Thérèse-Saint-Joseph
L'école et collège Sainte-Thérèse-Saint-Joseph est située dans le centre de Beaumont-sur-Sarthe. L'établissement est issu de la fusion des collèges Sainte-Thérèse de Beaumont et Notre-Dame-Saint-Joseph de Fresnay. Il scolarise dans neuf classes (trois classes de 6e, deux classes de 5e, deux classes de 4e et deux classes de 3e), des élèves en provenance des anciens cantons de Beaumont et Fresnay.

### Santé

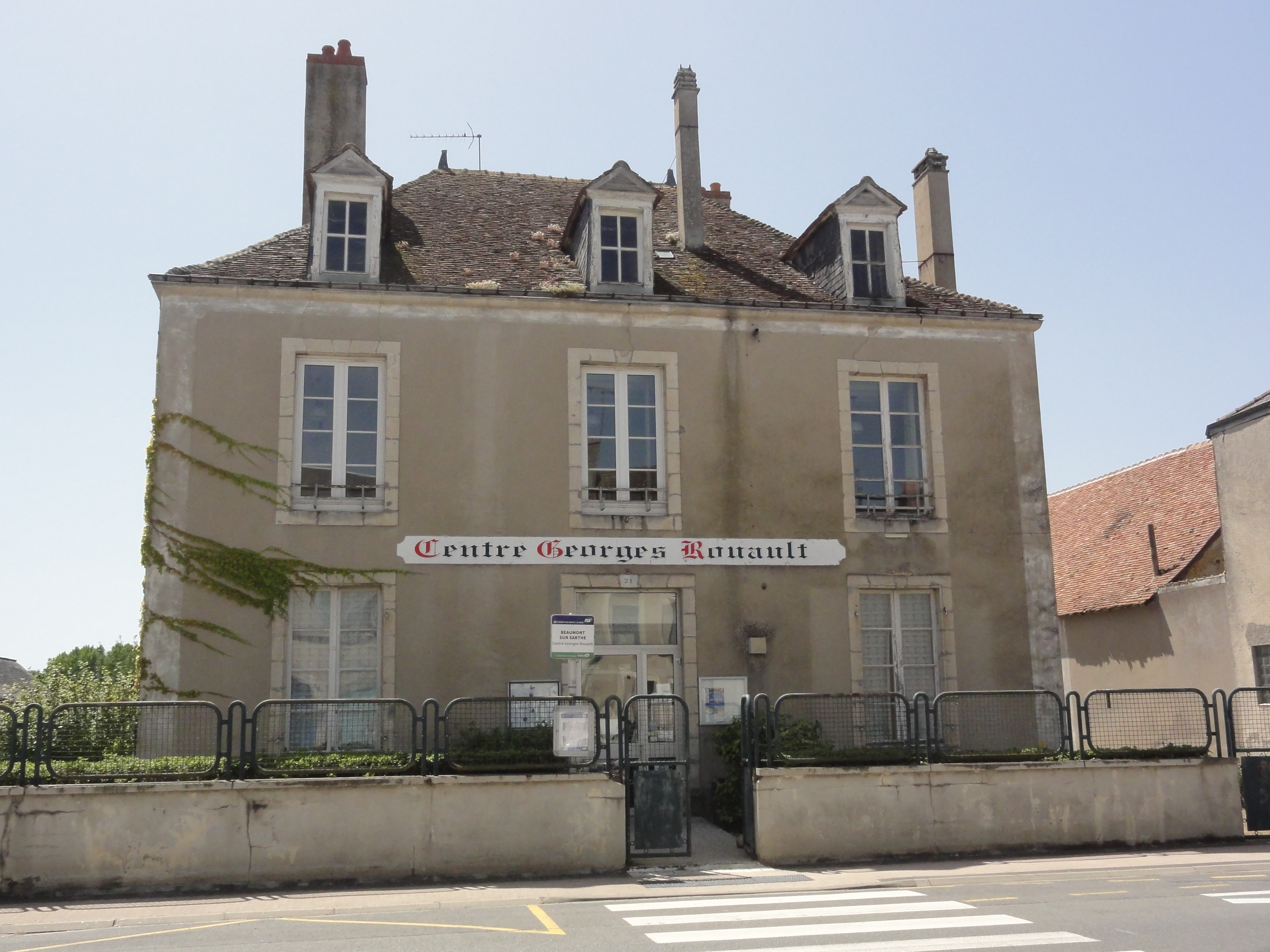
Centre social Georges-Rouault.

La commune de Beaumont-sur-Sarthe dispose d'une offre de soins assez bien fournis. Elle est composée de quatre médecins généralistes, deux spécialistes : un podologue et un masseur kinésithérapeute, deux chirurgiens dentistes, quatre infirmières et deux pharmacies. La commune possède également une clinique vétérinaire qui réunit trois vétérinaires, de garde 24 heures sur 24. Le projet d'un pôle santé est actuellement à l'étude par la commune.
Beaumont possède également un hôpital local avec deux foyers-logements : Les Campanules disposant de dix logements et Les Heures claires disposant de quinze logements, un établissement d'hébergement pour les personnes âgées dépendantes (EHPAD) et un foyer Anais.
Par ailleurs, les assistantes sociales du département et le centre médico-psychologique tiennent leurs permanences au sein du centre social Georges-Rouault.

### Sports
La commune possède un complexe sportif d'extérieur pouvant accueillir plusieurs activités comme le football avec son terrain principal et ses trois terrains pour les entraînements et les matchs junior ou de l’athlétisme avec la piste d'athlétisme qui fait le tour du terrain principal ou du tennis avec le court extérieur ou encore de la pétanque avec ses nombreux terrains. Il y a également un gymnase pouvant accueillir aussi plusieurs activités comme le handball, le basketball, le badminton, le tennis (avec le cours intérieur) mais aussi de la danse dans la salle annexe du gymnase.
Tous les étés, la piscine municipale non couverte ouvre ses portes de juin (pour les scolaires) jusqu'en août, encadré par un maitre nageur-sauveteur diplômé. Il y a la possibilité de prendre des cours de natation.

#### Football
Le Beaumont Sports athlétiques (BSA) a été créé le 3 décembre 1932 et compte aujourd'hui 209 licenciés (saison 2012 / 2013).
Ces 209 licenciés sont répartis en trois arbitres, vingt-et-un dirigeants, vingt-trois vétérans et cinquante-deux seniors et U19. Et pour ce qui est de sa formation des jeunes joueurs reconnue pour sa qualité et son parfait fonctionnement, le club compte seize joueurs U18, dix-neuf joueurs U15, vingt-quatre joueurs U13 (deux équipes), dix-neuf joueurs U11 (deux équipes), seize joueurs U9 (deux équipes) et de seize joueurs U7.
L'équipe première évolue actuellement en Division régionale d'honneur (3e division régionale) et joue ses matchs à domicile au stade des Voves, d'une capacité d'environ 100 places assises.

#### Judo
Le Judo Club belmontais est ouvert à toutes les tranches d'âges

#### Basket-ball
Depuis 5 ans à compter de ?, la ville de Beaumont possède un jeune club de basketball : l'ASBB (L'Association sportive belmontois basketball) qui compte trente-huit adhérents (saison 2012 / 2013). Le club est composé d'une équipe de benjamins qui évolue en Départementale masculine 3 (Division 3), une équipe de poussins qui évolue en Départementale poussin poule L (dernière poule du championnat) et sans oublier la nouvelle équipe de minimes qui joue en 2e division. S'ajoute à cela une équipe de senior.

#### Tennis
Le Tennis Club belmontais dépasse les 110 licenciés à la saison 2012 / 2013. Le club a engagé pour cette saison deux équipes sénior hommes, une équipe senior femme et une équipe en 8 ans fille. Tous cela encadré par deux professeurs diplômés et un assistant moniteur de tennis.

#### Cyclisme
L'ACB (Association cycliste belmontaise) est une association qui réunit de nombreux cyclistes (jeunes ou plus âgés). L'AC est l'un des clubs sarthois qui organisent le plus de compétitions au cours de l'année.

#### Tir
La société de Tir de Beaumont se nomme Les Bleuets. Les Bleuets possèdent une école de tir, qui forme les jeunes tireurs de poussins à minimes avec un initiateur et deux animateurs diplômés. Le club participe chaque année au championnat départemental, régional et au Championnat de France où il obtient de bons résultats.
Les installations du stand permettent les possibilités suivantes : 
- un pas de tir de 10 m chauffé pour les armes à air comprimé, carabine ou pistolet
- un pas de tir de 25 m pour les armes de poing
- un pas de tir de 50 m pour carabine et pistolet libre
- un pas de tir de 25, 50, 100 m pour les armes anciennes.

### Cultes
Les Belmontais et Belmontaises disposent d'un lieu de culte catholique : l'église Notre-Dame avec son architecture romane du XIe siècle.

### Vie associative et culturelle; manifestations

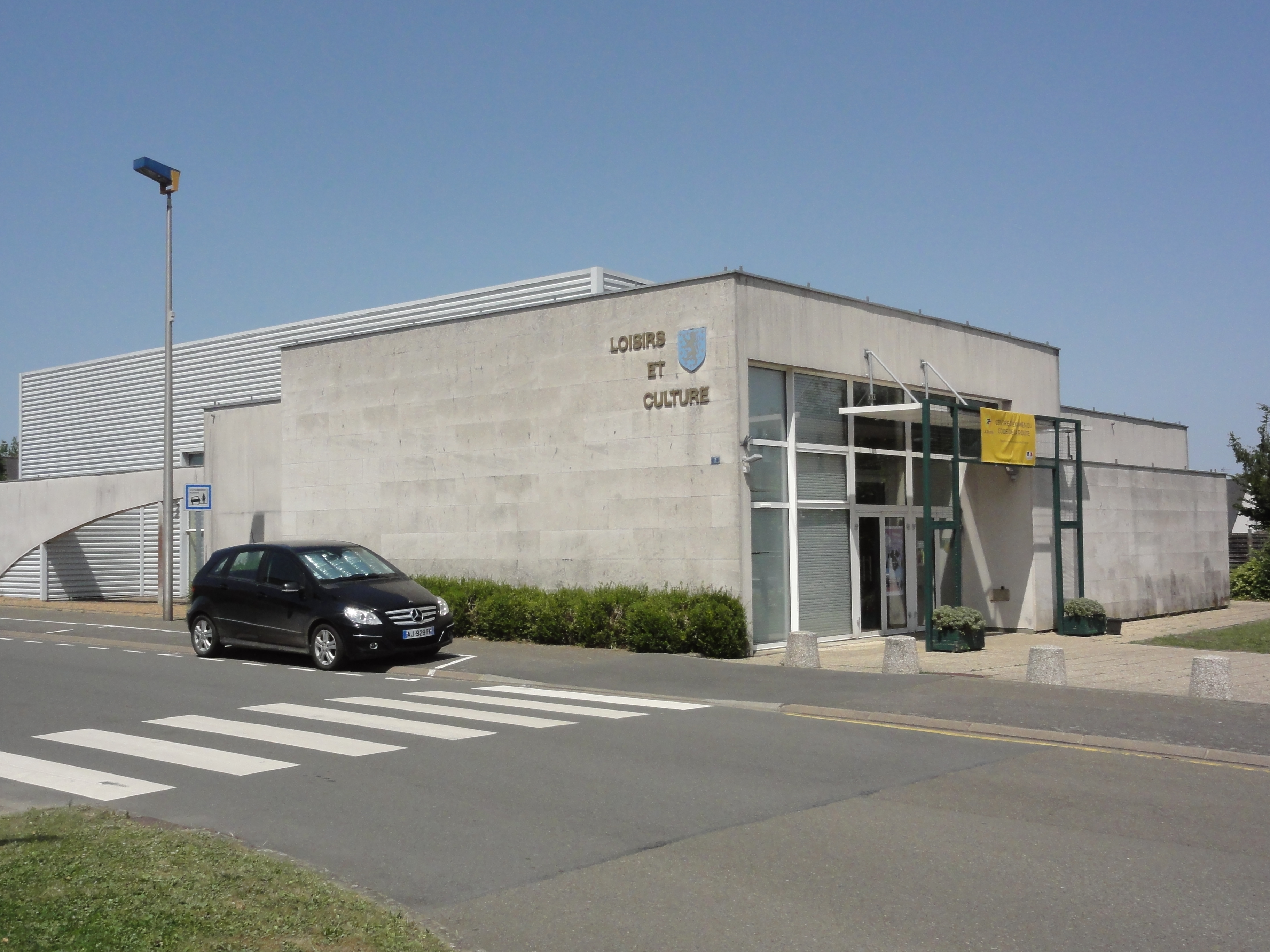
Salle Loisirs et Culture.
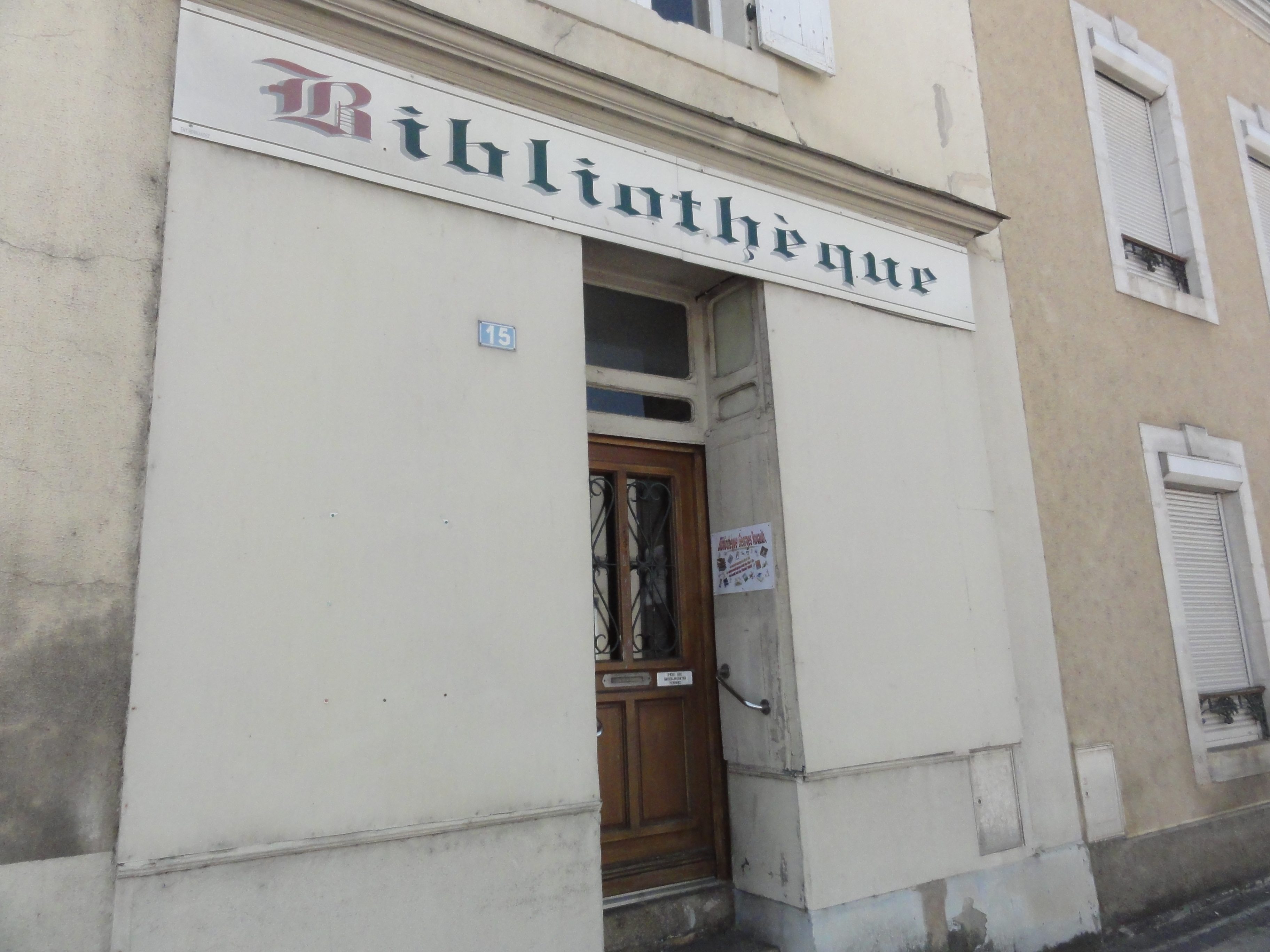
Bibliothèque Georges-Rouault.
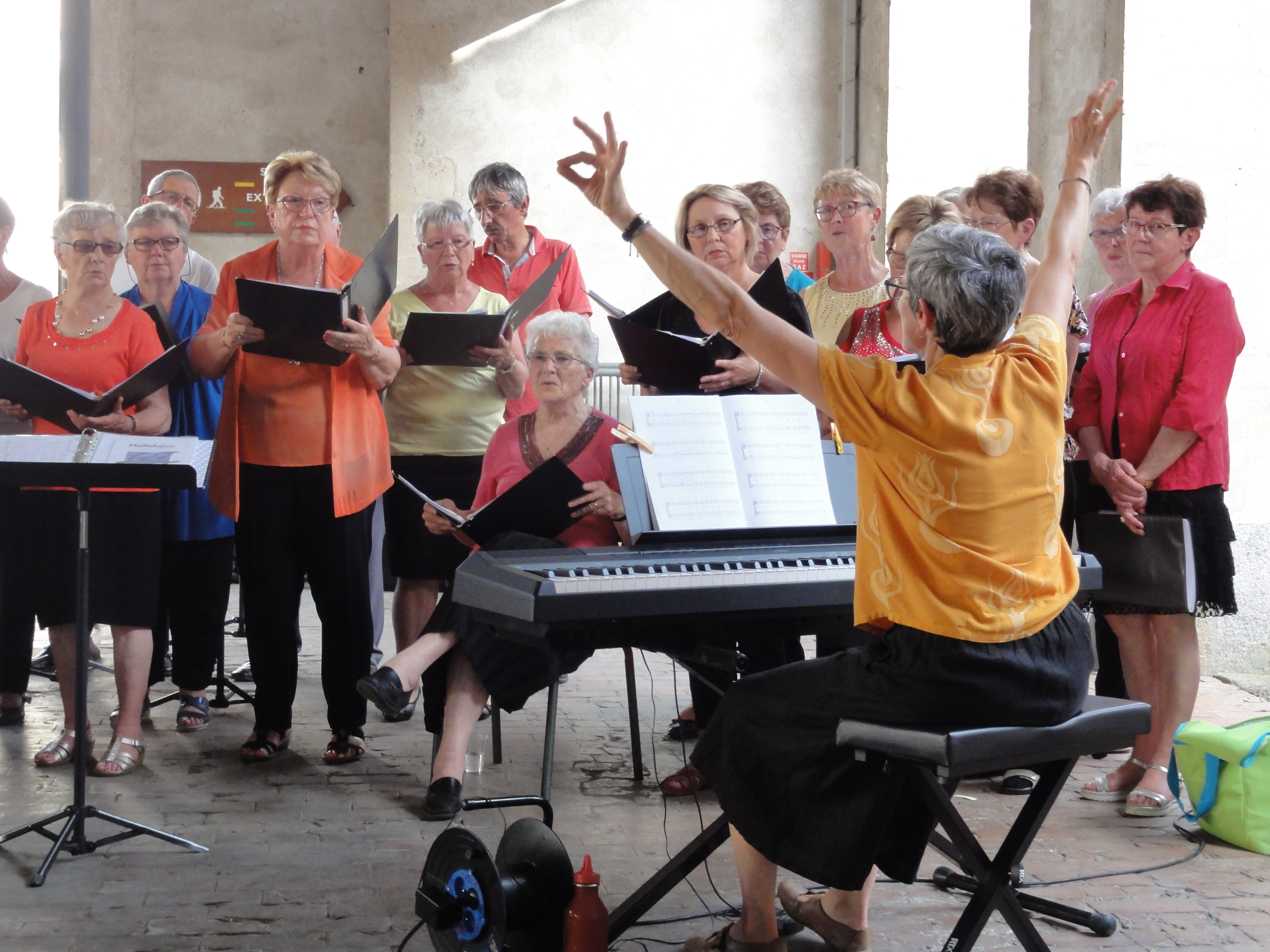
Fête de la musique en juin.

- Salle Loisirs et Culture.
- Bibliothèque Georges-Rouault.
- Fête de la musique 2019 : une chorale dans les Halles.

## Économie

### Revenu de la population et fiscalité
En 2009, le revenu fiscal médian par ménage était de 16 654 € à Beaumont-sur-Sarthe alors que dans le canton la moyenne était de 18 651 € et dans la Sarthe de 21 256 €. 37,3 % de la population était imposable ce qui est bien en dessous la moyenne du département qui est de 52,9 %.

### Emploi
En 2009, Beaumont comptait 68,3 % de sa population, de 15 à 64 ans, actif et 11,5 % des 15 / 64 ans au chômage. Alors que dans la Sarthe, la moyenne des actifs 15 / 64 ans était de 73 % et 10,6 % de chômage.
La même année on comptait 847 emplois dans la commune dont 88,3 % de l'emploi salarié au lieu de travail.

### Entreprises et commerces
Au 31 décembre 2010, le nombre total d'établissements était de 173 dans la commune. Ces 173 établissements répartis de la façon suivante par secteur d'activité :
Répartition des emplois par domaines d'activité (recensement de 2010)
|                             | Agriculture | Industrie | Construction | Commerce, transports, services divers | Administration publique, enseignement, santé, action sociale |
| --------------------------- | ----------- | --------- | ------------ | ------------------------------------- | ------------------------------------------------------------ |
| Beaumont-sur-Sarthe         | 11.6 %      | 6.9 %     | 5.8 %        | 55.5 %                                | 20.2 %                                                       |
| Sarthe                      | 17.2 %      | 6.3 %     | 8.6 %        | 53.8 %                                | 14.1 %                                                       |
| France Métropolitaine       | 11.3 %      | 5.7 %     | 9.5 %        | 59.6 %                                | 13.9 %                                                       |
| Sources des données : INSEE |             |           |              |                                       |                                                              |

### Tourisme
La ville de Beaumont-sur-Sarthe et les villages aux alentours comptent de nombreux lieux touristiques et de choses à voir, que cela soit des châteaux ou des monuments religieux.

#### Dans la ville
Beaumont-sur-Sarthe est une ancienne cité médiévale qui renferme de nombreux édifices.
À l'époque médiévale, les vicomtes de Beaumont, mirent en place des moyens pour protéger la ville des éventuels ennemis. Ils firent construire le château de Beaumont qui date du XIIe siècle, la motte féodale qui donne une vue pittoresque sur la vallée de la Sarthe et les anciennes murailles et portes de la ville (la première, « porte Saint-André » ou « porte d'Alençon » au nord, la deuxième, « porte Sainte-Anne » ou « porte du Mans »" au sud, et la 3e, « porte Saint-Joseph », la « porte de Paris » ou « de Vivoin », qui se trouvait rue Georges-Rouault). Ces portes sont aujourd'hui détruites mais il en reste de nombreuses traces et vestiges.
Il y a aussi le pont roman et le moulin à eau qui datent, eux aussi, de la même époque que les monuments cités précédemment.
Beaumont comporte également des halles du XIXe siècle, qui se situent au cœur du centre ville.
La commune est parcourue par de nombreux circuits de randonnées pédestres, les circuits du Chanvre et du Roussard, la route Ambroise de Loré ou alors les jardins de l'hôtel de ville qui comportent une végétation riche et variée et des coins de détente. Sans oublier la Sarthe qui borde la commune, du nord jusqu'à l'est.

#### À proximité
À proximité de la commune se trouve d'autres monuments importants à visiter comme le prieuré de Vivoin datant du XIe siècle et inscrit Monument Historique depuis 1927 (le prieuré) et 1840 (l'église).
À Saint-Marceau, il y a également un monument classé Monument Historique : la chapelle Saint-Julien.

## Culture locale et patrimoine

### Lieux et monuments
- Église Notre-Dame, inscrite au titre des monuments historiques depuis le 6 janvier 1926[28].
- Pont Roman sur la Sarthe, reliant Beaumont-sur-Sarthe à Maresché, inscrit au titre des monuments historiques en 1988[29].
- Vestiges du château, inscrits au titre des monuments historiques en 1927[30].
- Les halles de Beaumont-sur-Sarthe.

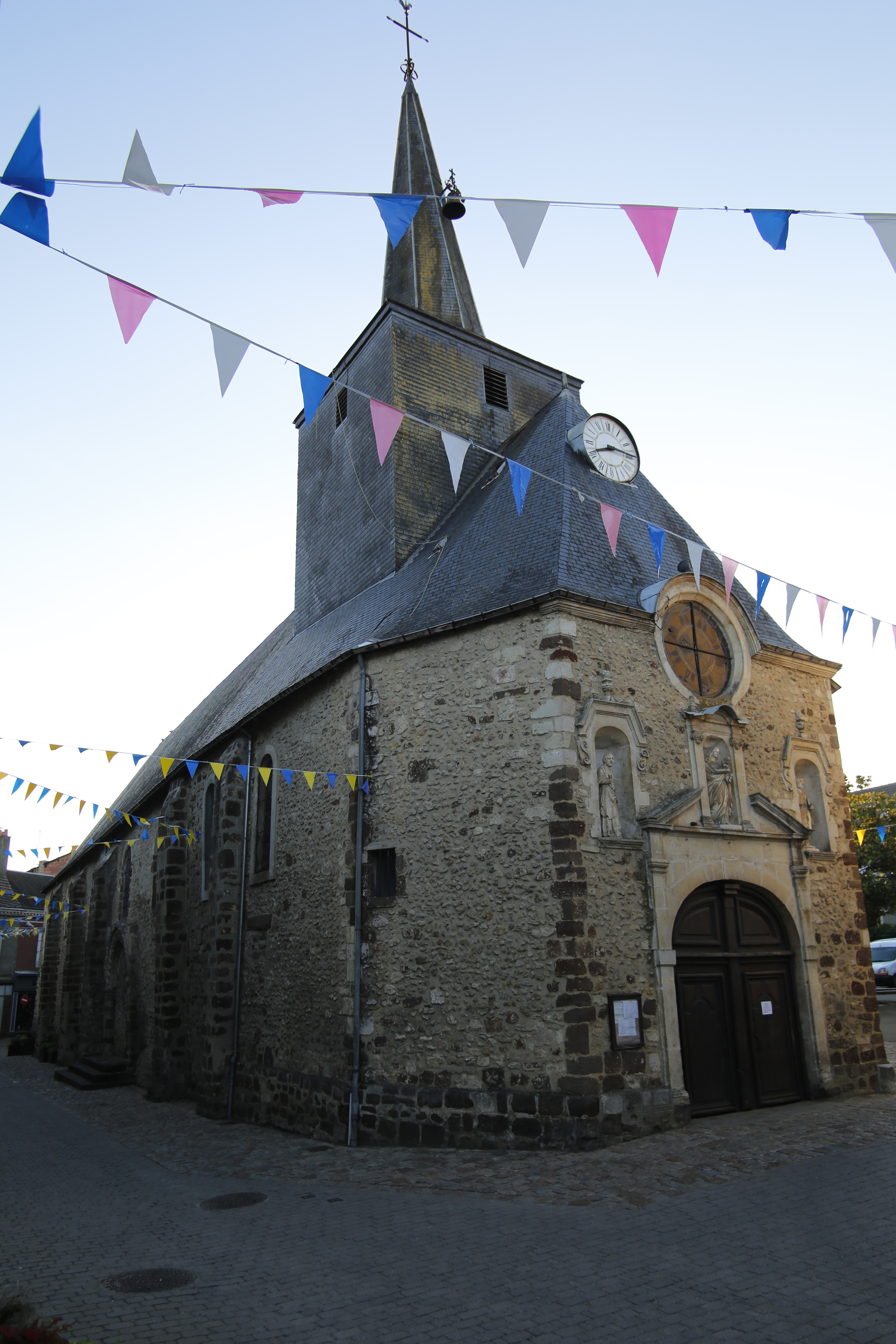
Église Notre-Dame.
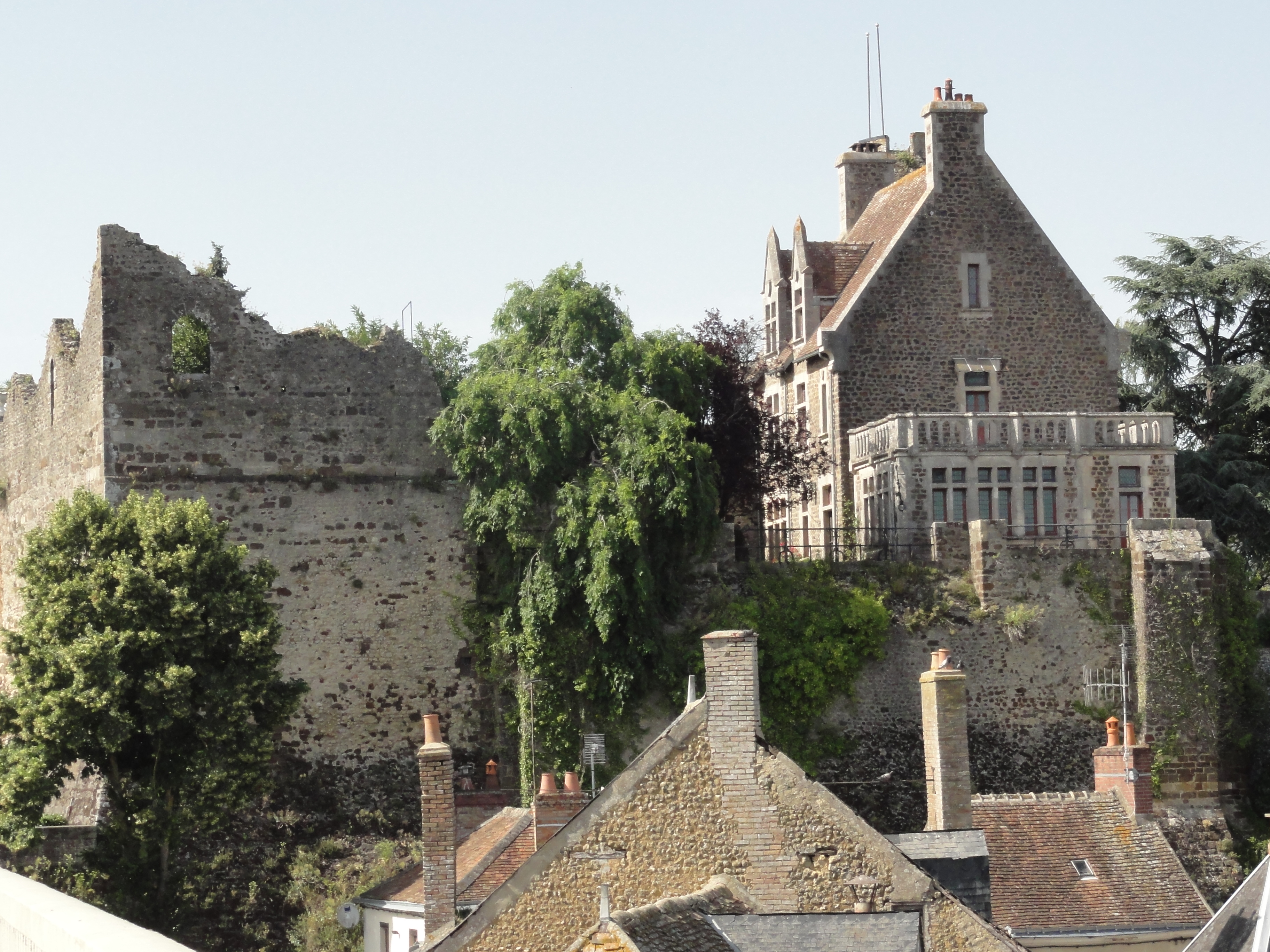
Le château de Baumont.
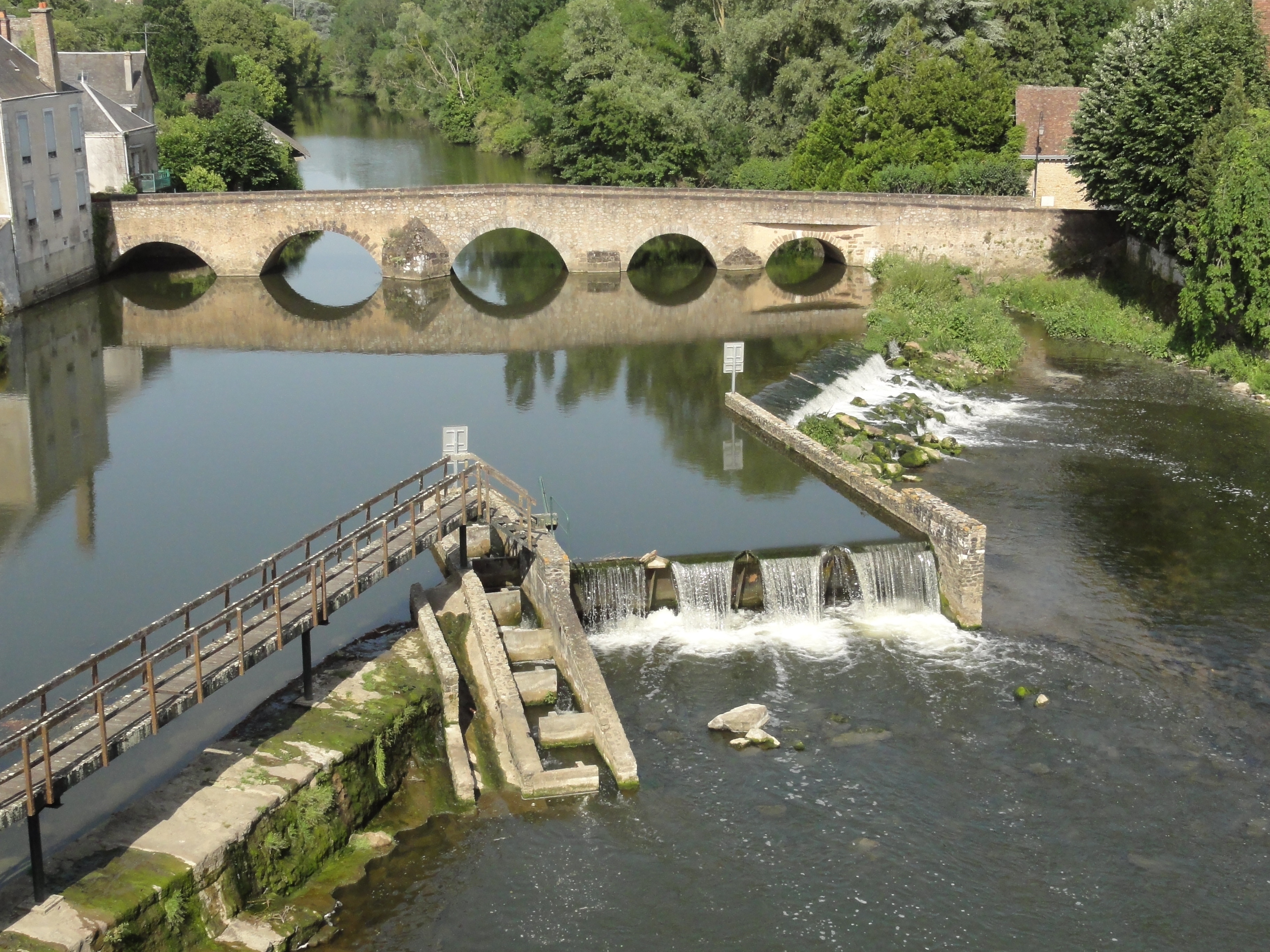
La Sarthe et le pont roman.
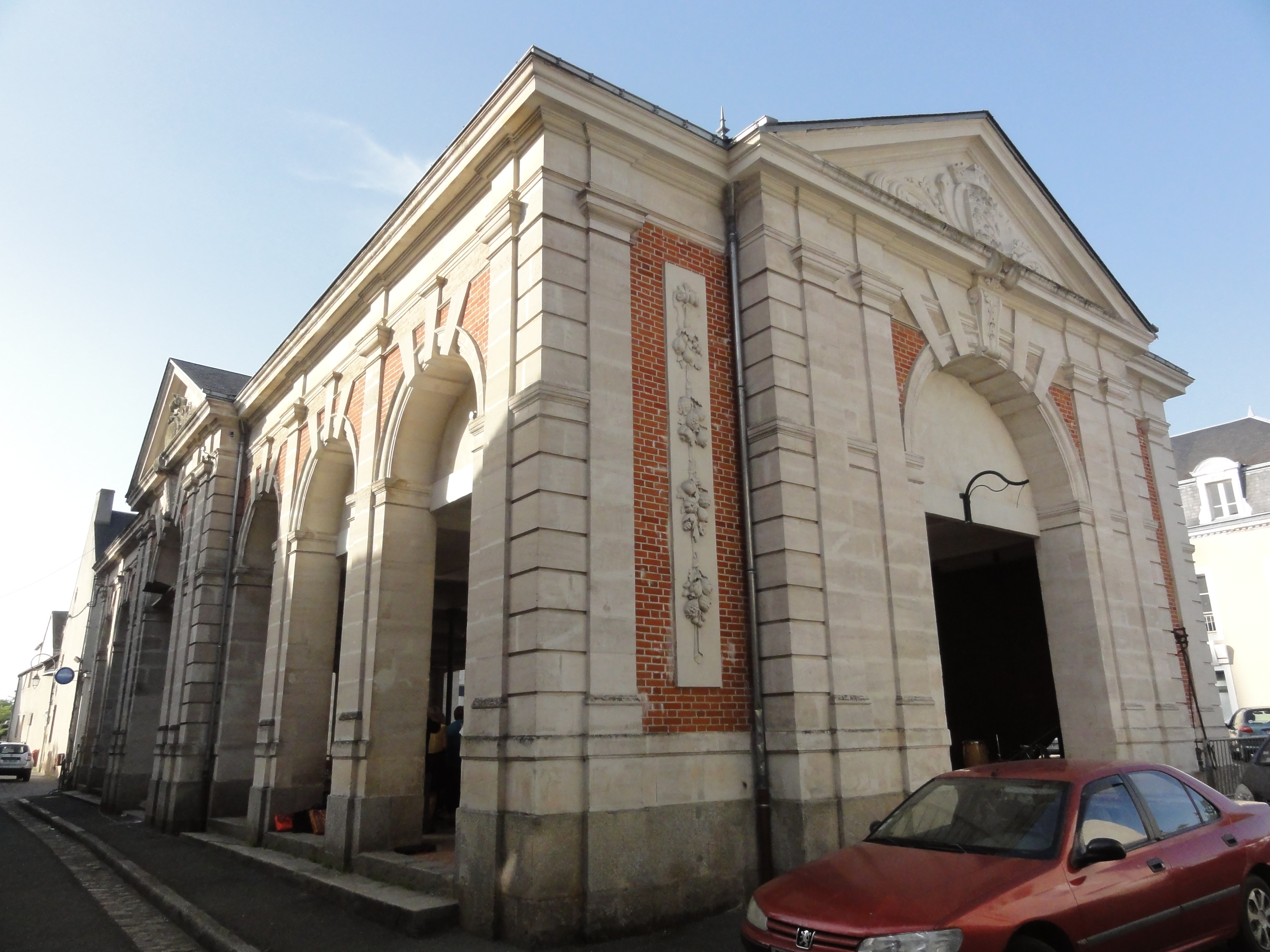
Les Halles.

#### Mémoriaux de guerre
- Monument aux morts communal.
- Plaque commémorative soldats morts pour la France dans l'église.
- Carré militaire au cimetière

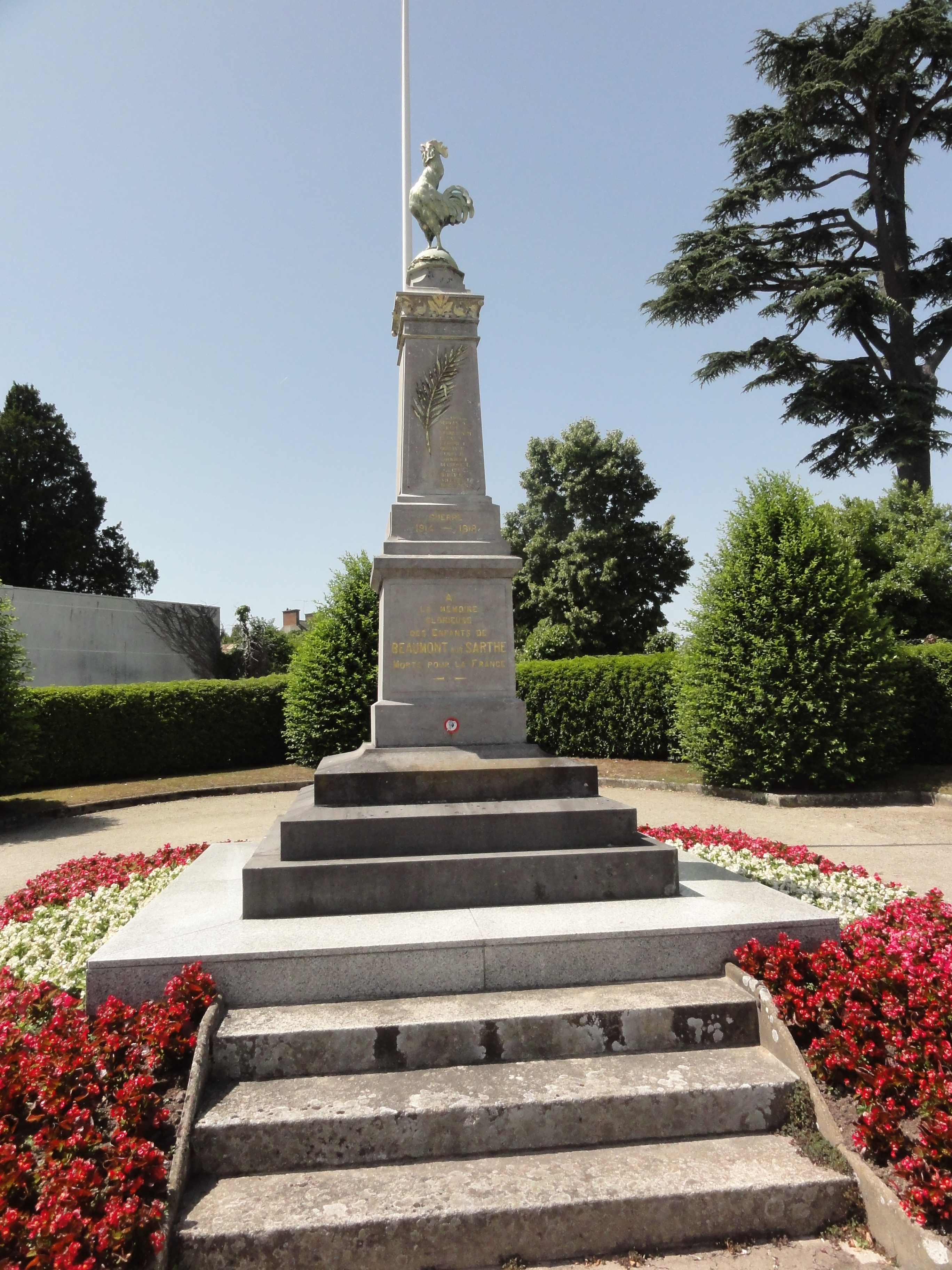
Monument aux morts.
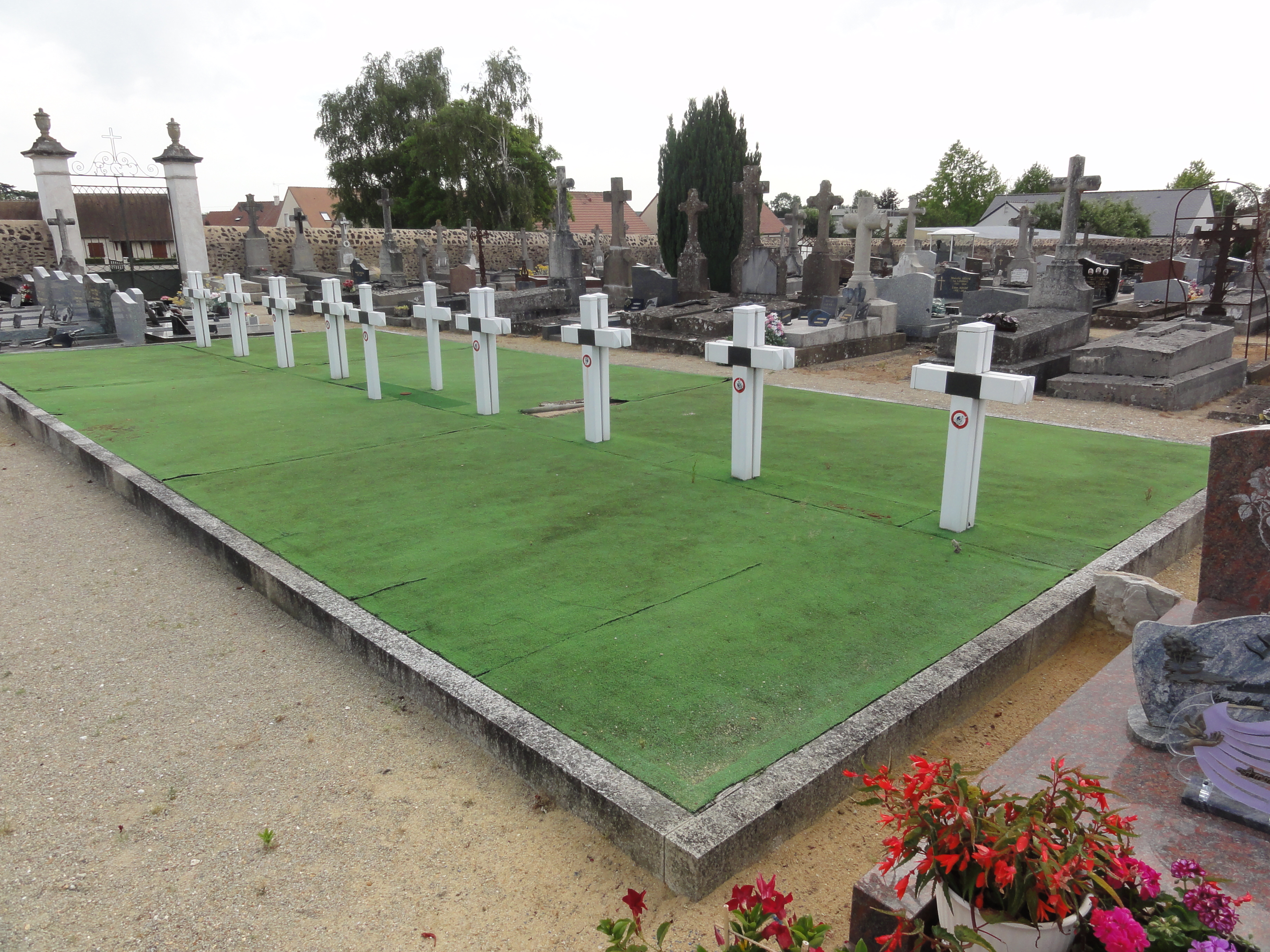
Carré militaire.
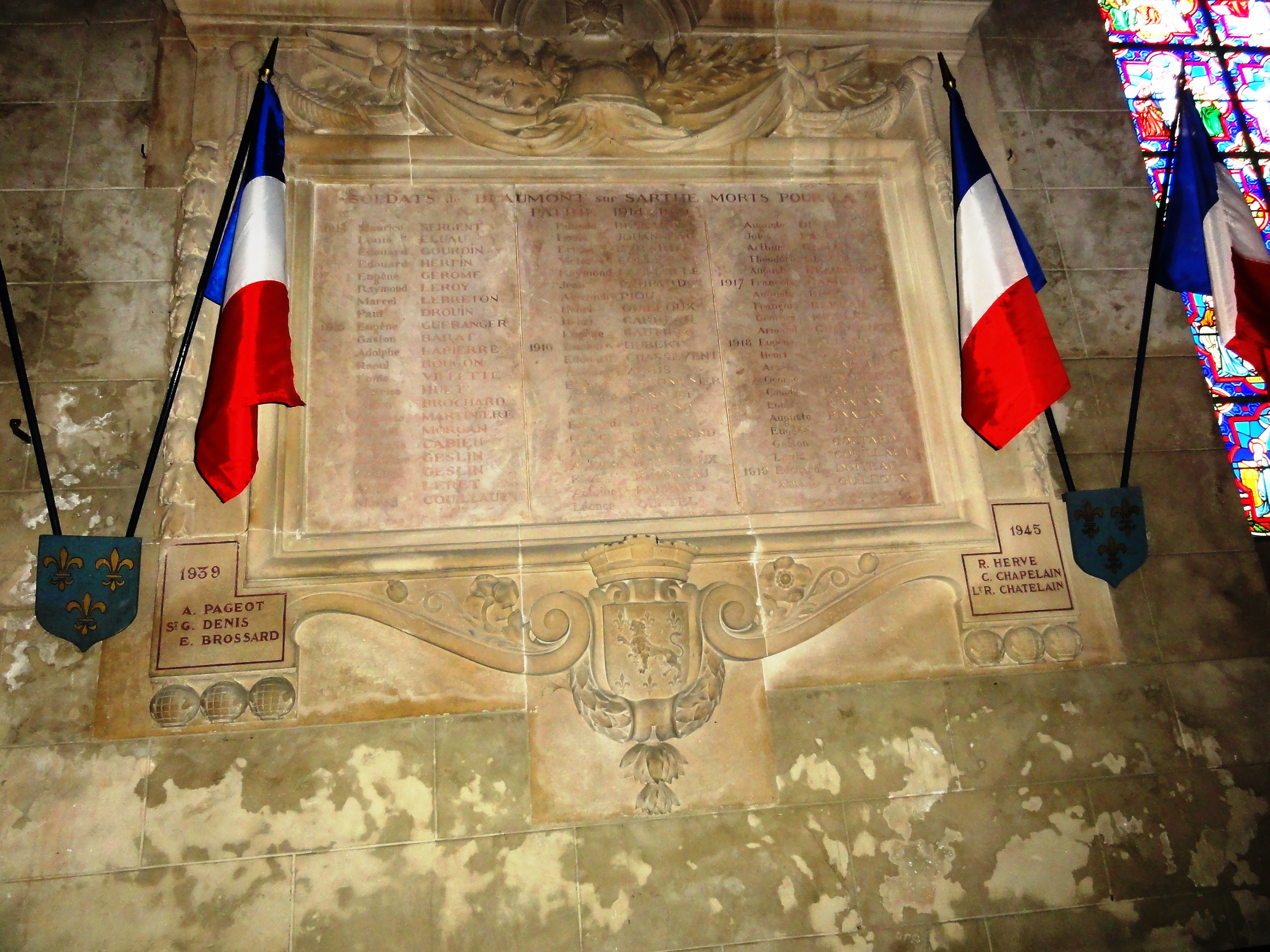
Plaque commémorative des soldats morts pour la France dans l'église.

### Personnalités liées
- Bernard Pierre Lehault (1752-1827), homme politique né à Beaumont-sur-Sarthe, député Conseil des Anciens.
- Jacques-Marie Abot (1759 à Beaumont-le-Vicomte - 1816), député de la Sarthe en 1815.
- Joseph Couin (1763 à Beaumont-le-Vicomte - 1834), général d'Empire, baron de Grandchamp, commandeur de la Légion d'honneur.
- Albert Pierre René Maignan (1845 à Beaumont-sur-Sarthe - 1908), artiste peintre. Il étudie le droit à Paris et est diplômé. Mais il se consacre à la peinture ayant Jules Noël pour maître en 1865. Il participe à la décoration de l'Opéra-Comique à Paris, inauguré par Félix Faure en 1898. En 1900, il exécute deux fresques pour le Train bleu, restaurant de la gare de Lyon à Paris. On lui doit aussi les modèles des tapisseries du grand salon du Sénat au palais du Luxembourg.
- Georges Rouault (1871-1958), peintre, a séjourné face à la rue portant aujourd'hui son nom.
- Marcel Jousse (1886 à Beaumont-sur-Sarthe - 1961), professeur d'anthropologie linguistique à l'École d'anthropologie de Paris, né à la Petite Lardière.
- Roger Cazala (1906 à Beaumont-sur-Sarthe - 1944), né à Beaumont-sur-Sarthe, fut pharmacien et dirigeant de laboratoire à Châteauroux avant d'être résistant et Juste parmi les nations. Il est mort au Camp de concentration de Flossenbürg[31].
- Annick Allières, née à Beaumont-sur-Sarthe en 1934, actrice.

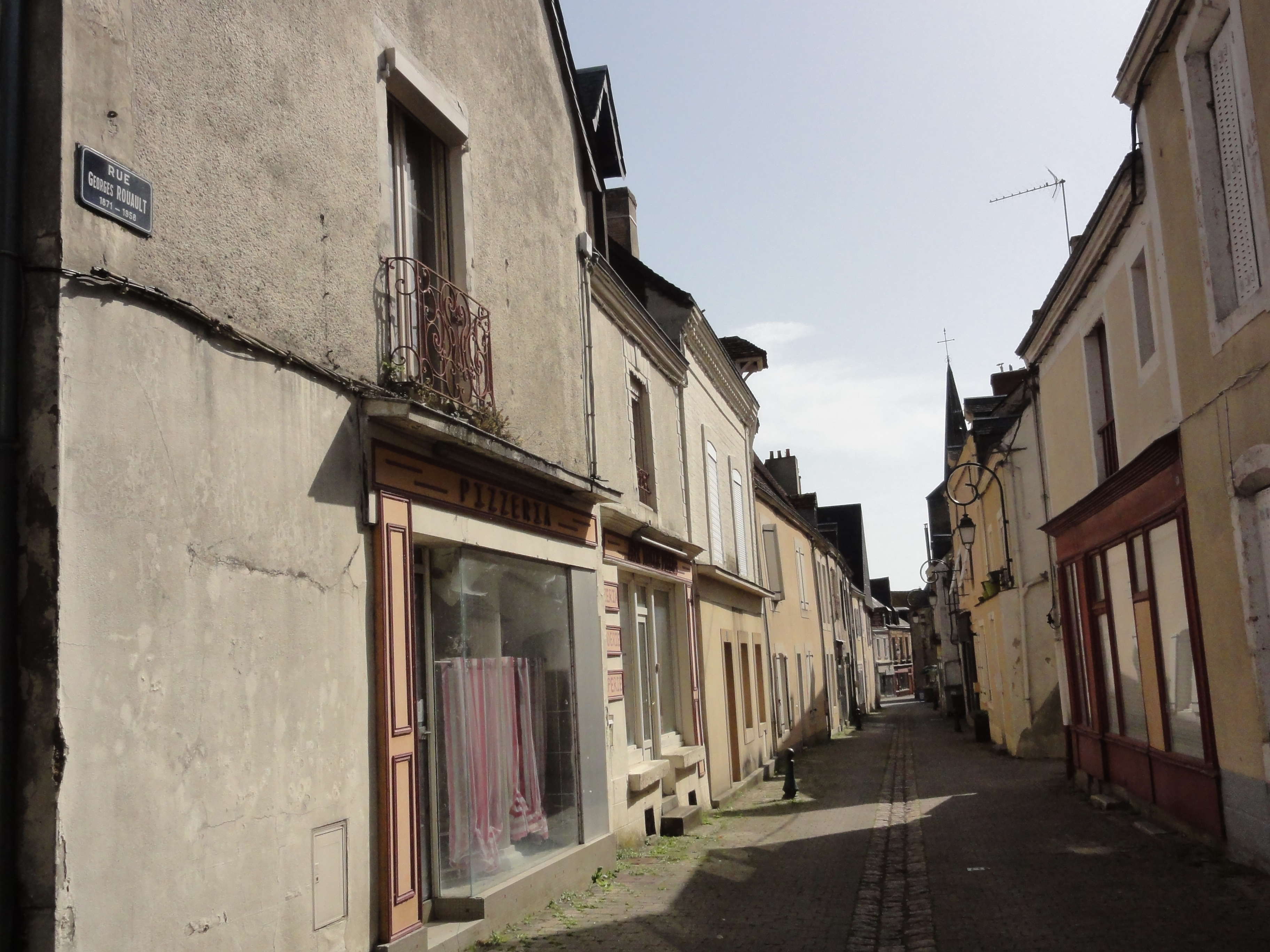
La rue Georges-Rouault.
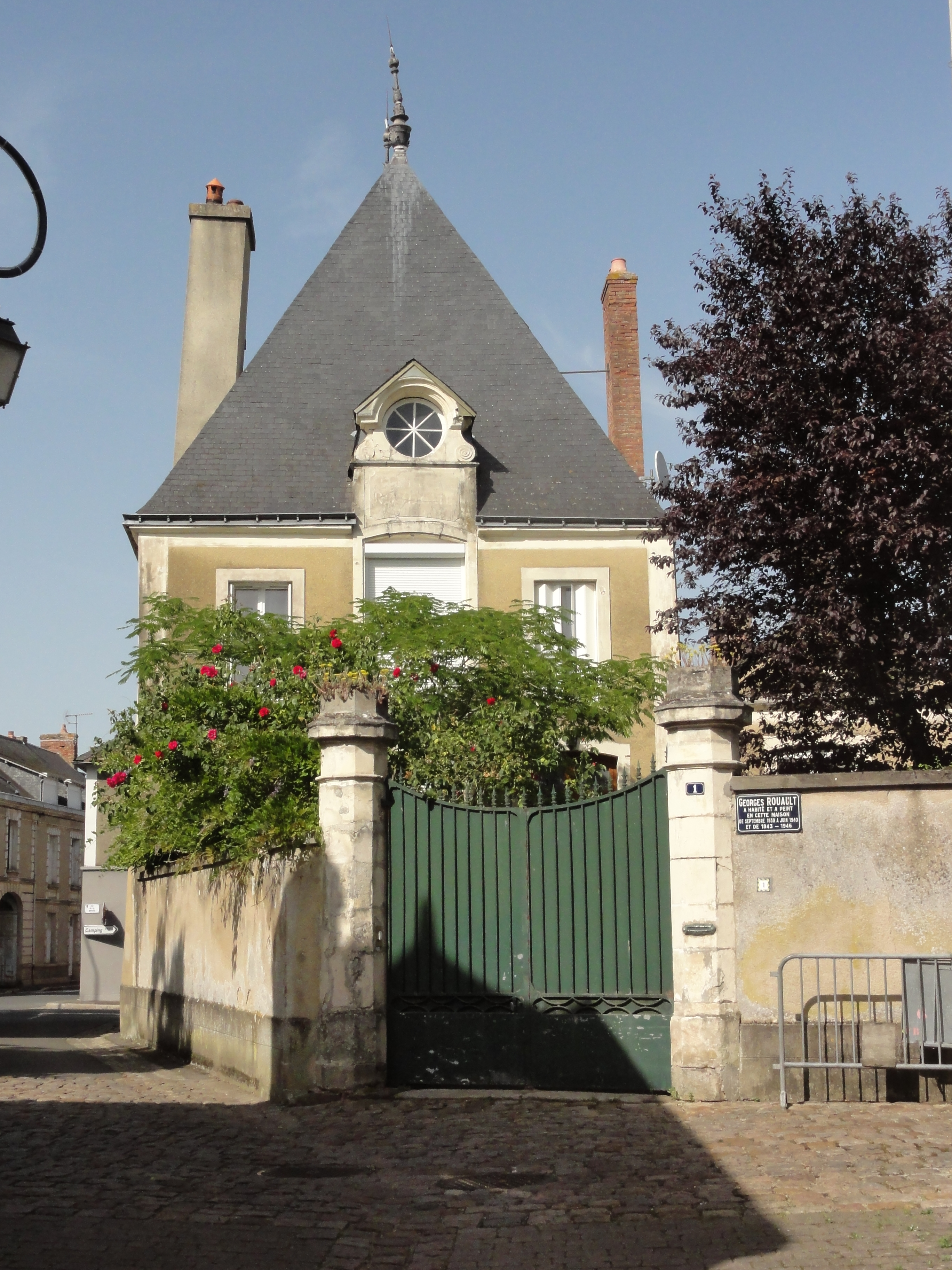
La maison où habitait Georges Rouault.
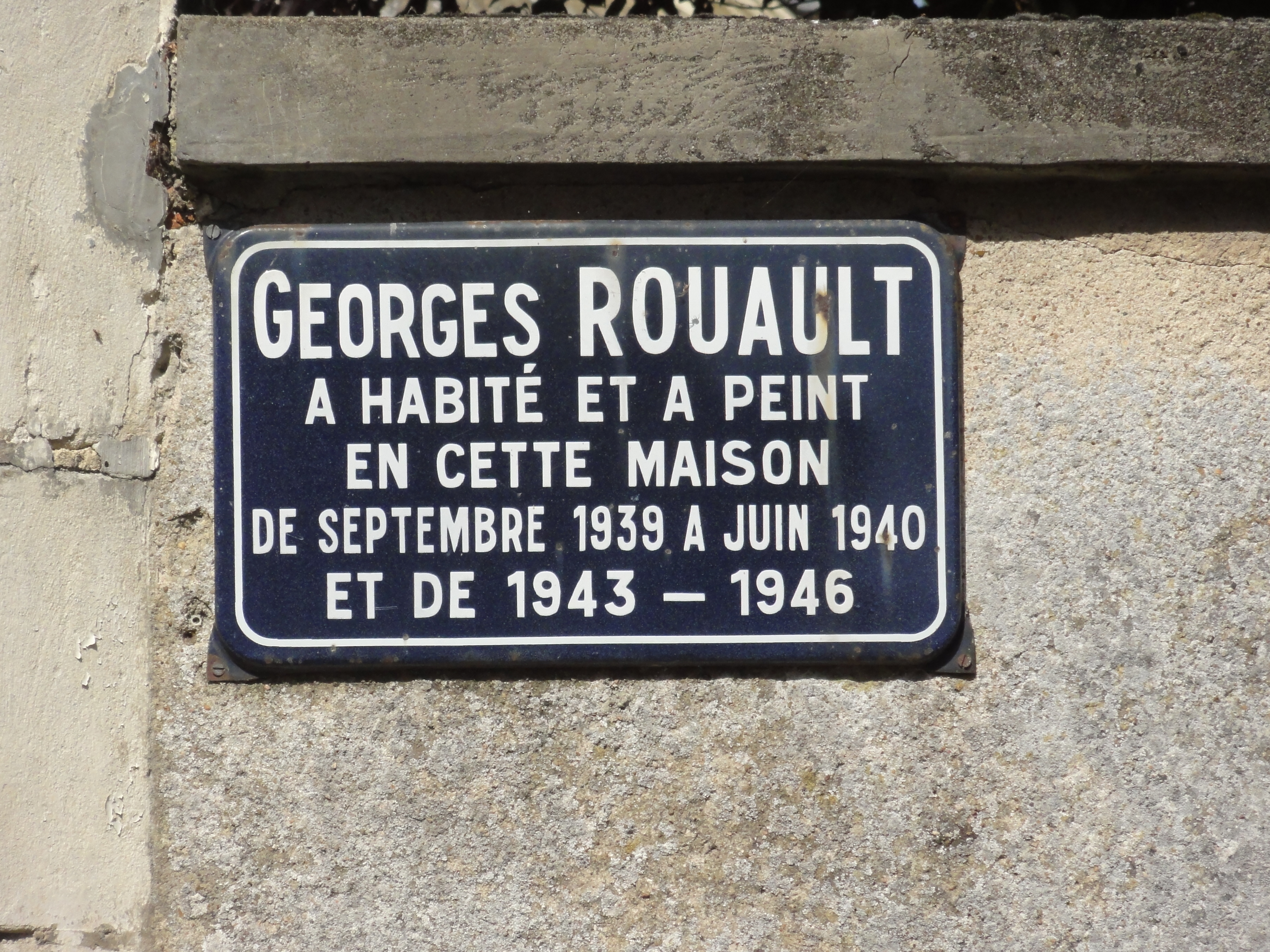
La plaque de cette maison.

### Héraldique
| Blason de Beaumont-sur-Sarthe | Blason  | D'azur semé de fleur de lys d'or au lion du même brochant sur le tout. |
| Blason de Beaumont-sur-Sarthe | Détails | Adopté le 9 mars 1961.                                                 |